# التسلسل الزمني للحرب العالمية الثانية (1944)

## يناير 1944
4: تدخل الجبهة الأوكرانية الأولى من الجيش الأحمر  في بولندا.

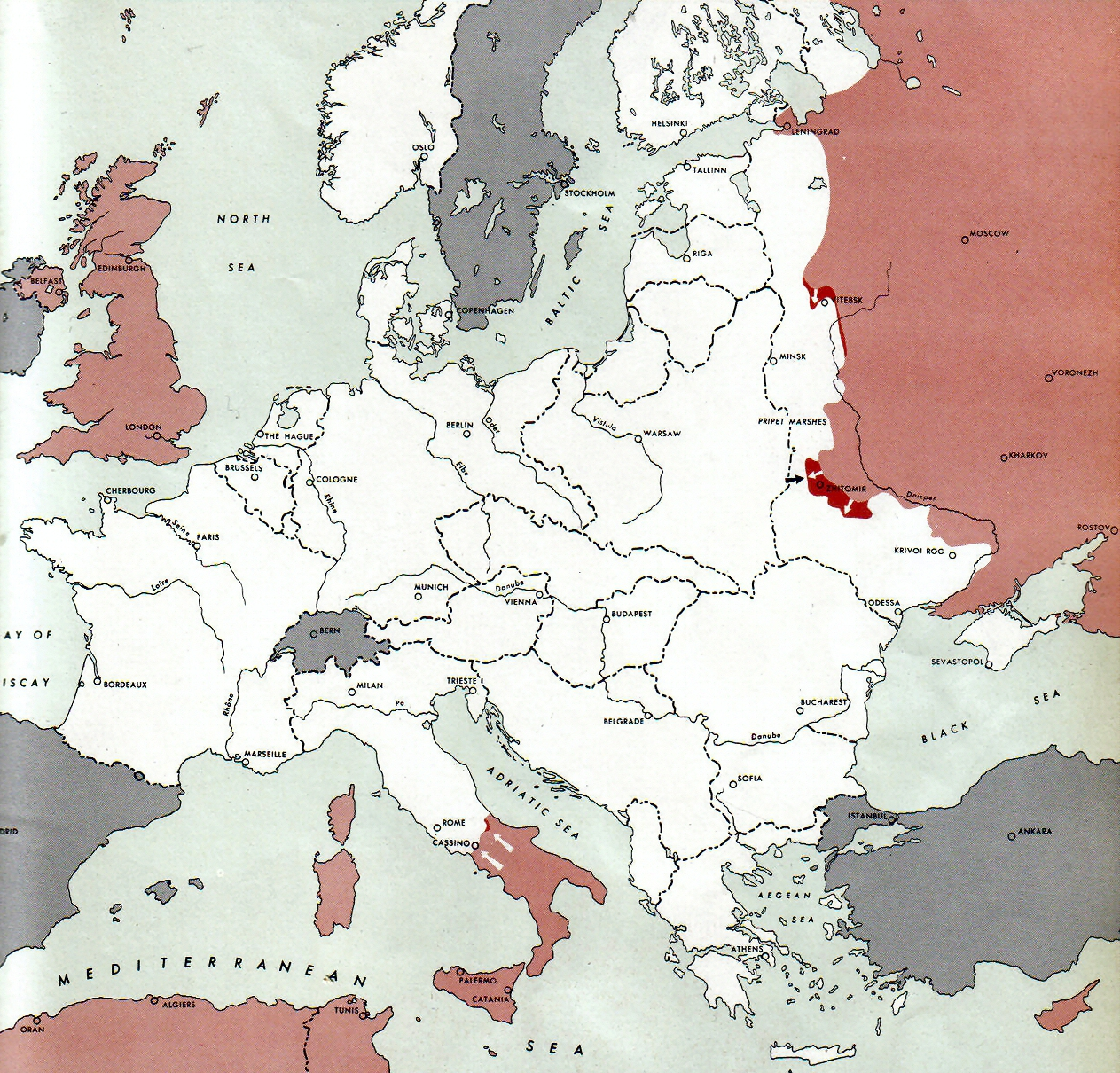
يناير 1944 - اليوم الأول- الحرب العالمية الثانية (المعركة أمام الأطلسي)

9: تأخذ القوات البريطانية ماونغداو، بورما، بالإضافة إلى ميناء حرج لإمدادات الحلفاء.
12: انتصار تحالف (إس إس)، أول سفينة نصر، فإن هذه الفئة من وسائل النقل ستكون حاسمة في نقل الرجال والإمدادات عبر المحيطات.
: أعدم كونت سيانو، وزير الخارجية الإيطالي وصهر موسوليني، من قبل المتعاطفين مع الحكومة الفاشية لموسوليني.
17: أول معركة مونتي كاسينو تبدأ عندما يهاجم الفيلق البريطاني على طول نهر غاريجليانو في الطرف الغربي من خط غوستاف الألماني.
19: قوات الجيش الأحمر تدفع غربا نحو دول البلطيق.
: عملية بريطانية تدعي شركة «أوتوارد» (أوتوارد) في السويد عن طريق الخطأ، تقوم بالتسبب في تحطم قطار عن طريق إخماد الإضاءة.
20: تسقط القوات الجوية الملكية  2,300 طن من القنابل على برلين.
: تحاول فرقة المشاة السادسة والثلاثين التابعة للجيش الأمريكي في إيطاليا عبور نهر غاري ولكنها تعاني من خسائر فادحة.
22: يبدأ  الحلفاء عملية الحجر، الهبوط في أنزيو، إيطاليا، بقيادة الجنرال الأمريكي جون ب. لوكاس. يأمل الحلفاء في كسر الجمود في جنوب إيطاليا، ولكنهم غير قادرين على الخروج من رأس الشاطئ ويحمل الخط حتى أواخر مايو / أيار.
23: غرقت المدمرة البريطانية همس جانوس عند أنزيو.
24: قوات الحلفاء لديها نكسة كبيرة على نهر غاري.
24: في بلجيكا التي تحتلها ألمانيا، يتم التوقيع على الميثاق الاجتماعي، بالتفصيل خطط الإصلاح الاجتماعي بعد الحرب، سرا.
28: يكمل الجيش الروسي  تطويق اثنين من فيلق الجيش الألماني في جيب كورسون، جنوب كييف. يذكر ان ثلثى الالمان يهربون في هذا الشهر القادم بسبب فقدان معظم المعدات الثقيلة.
30: تغزو قوات الولايات المتحدة  ماجورو، جزر مارشال.
: قتل اليابانيون 44 جاسوسا يشتبه في مذبحة هومفريجانج.
: يبدأ مؤتمر برازافيل في أفريقيا الاستوائية الفرنسية. خلال المؤتمر (الذي يستمر حتى 8 شباط / فبراير)، توافق اللجنة الفرنسية للتحرير الوطني على إجراء إصلاحات كبرى على الإمبراطورية الاستعمارية الفرنسية.
31: تهبط القوات الأمريكية على جزيرة كواجالين أتول والجزر الأخرى في جزر مارشال التي تسيطر عليها اليابان.

## فبراير 1944
1: تقوم مشاة بحرية الولايات المتحدة بمسح واستطلاع روي ونامور في الجزء الشمالي من جزيرة كواجالين في جزر مارشال.
2: تتشكل جبهة نارفا بالقرب من الحدود الشرقية لإستونيا  بين القوات السوفيتية والألمانية.

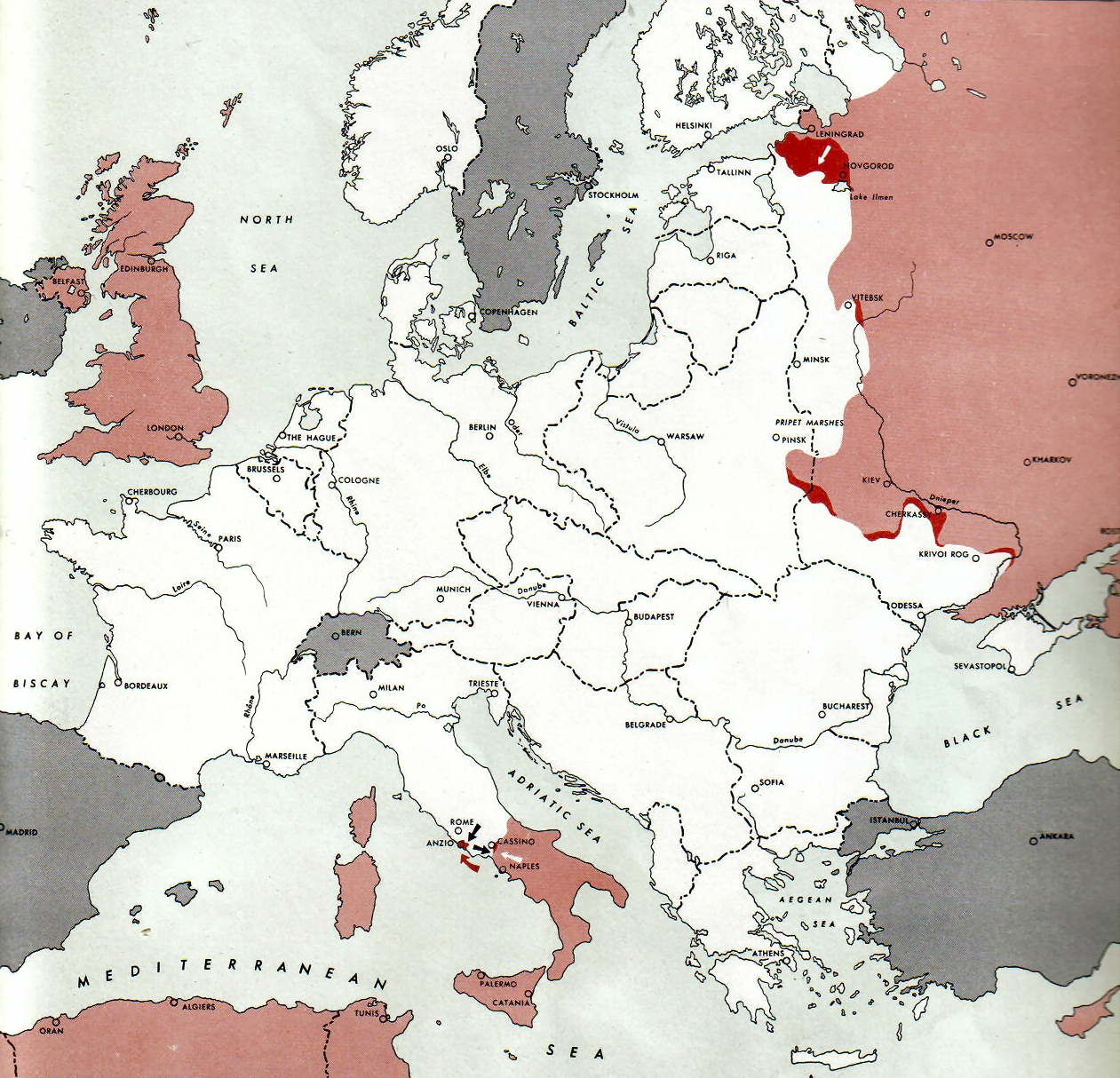
فبراير 1944 - اليوم الأول

: الألمان يهزمون القوات الأمريكية في معركة سيستيرنا بالقرب من أنزيو.
3: تفجر الطائرات الأمريكية إنيويتوك في مارشالز، في وقت لاحق لتكون قاعدة B-29 الرئيسية.
4: كواجالين، أكبر جزيرة مرجانية في العالم وقاعدة بحرية يابانية رئيسية، يتم تأمينها.
5: القوات البحرية الأمريكية تقصف جزر الكوريل، في أقصى الشمال في الأوطان اليابانية.
7: في مقابلة إذاعية، يدعم رئيس الوزراء الإستوني السابق جوري أولوتس، بصفته رئيسا للدولة بالنيابة، الدعم العسكري.
8: تم تأكيد خطة غزو فرنسا، عملية أوفيرلورد.
10: وينستون تشرشل يحث هارولد الكسندر على أمر جنرالات أنزيو لإظهار المزيد من العدوان.
11: القوات الألمانية المرسلة لتخفيف جيب كورسون في أوكرانيا هي الآن على بعد 10 أميال فقط.
14: فوج الرماية 374 الروسي يشكل رأس جسر على الشاطئ الغربي من بحيرة بيبوس. تقاوم عملية الهبوط في ميركولا وحدة خاصة من أسطول بحر البلطيق السوفياتي في الجزء الخلفي من الألمان في جبهة نارفا في ميريكولا.
: تشكلت المنظمة السرية، وهي اللجنة الوطنية لجمهورية استونيا، في تالين.
: مقر القيادة العليا للقوات المتحالفة (شيف) مقرها في بريطانيا وتم نقل المقر بواسطة الجنرال الأمريكي دوايت د. إيزنهاور.
: حدثت ثورة ضد اليابان على جاوة.
15: تبدأ معركة مونتي كاسينو الثانية بتدمير دير بينديكتين التاريخي على مونتي كاسينو من قبل قصف الحلفاء. يعتقد الحلفاء أن الألمان استخدموا الأسس كمركز للمراقبة.
: تم القضاء على الجسر السوفياتي على الساحل الغربي لبحيرة بيبوس.

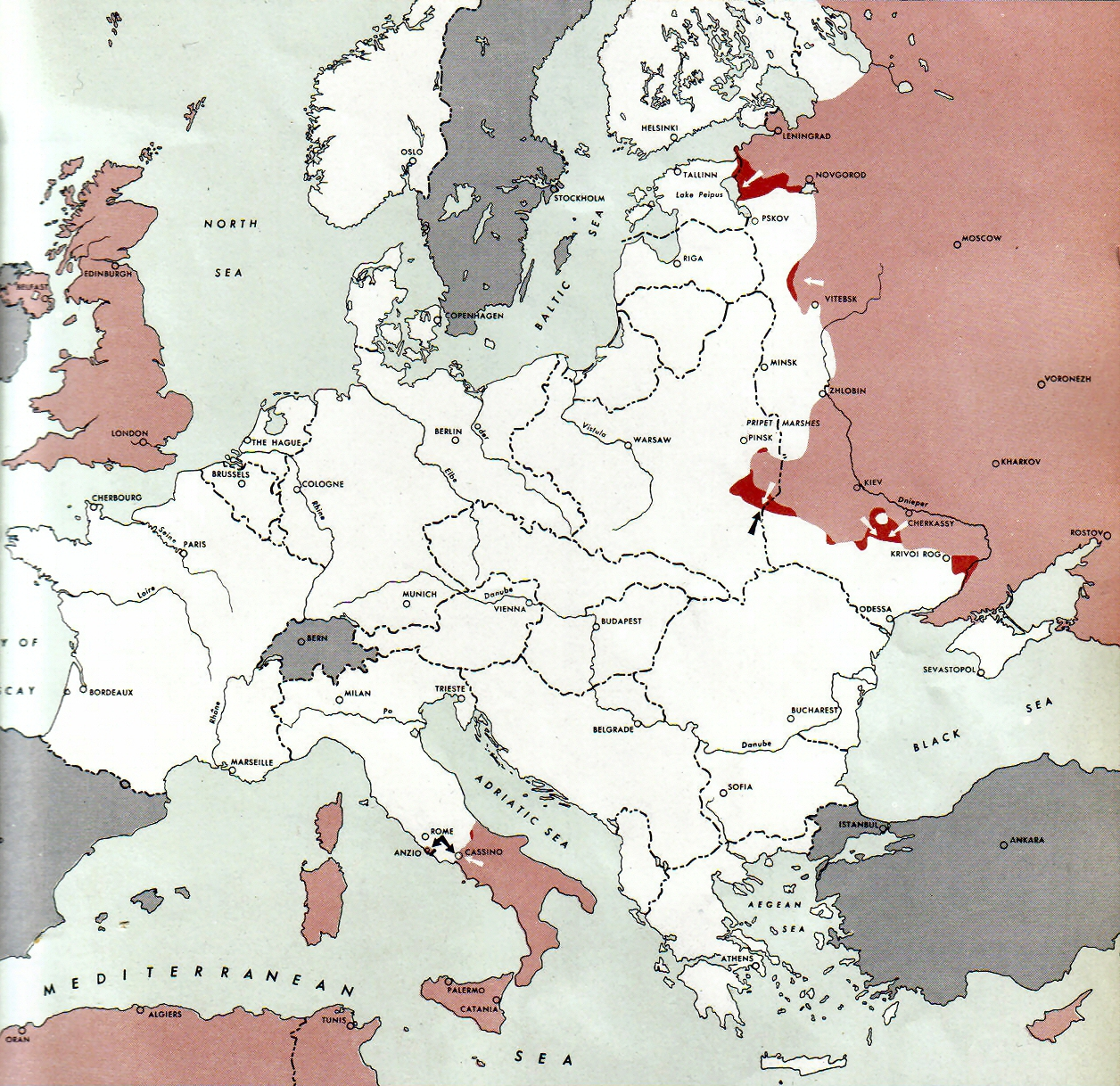
فبراير 1944 - اليوم الخامس عشر

: جبهة لينينغراد السوفياتية تبدأ الهجوم نارفا، 15-28 فبراير.
16: أطلق الألمان هجوما مضادا كبيرا في أنزيو، مهددين الرؤوس الأمريكية.
: الألمان، مع قوات بانزر الرائدة، تفشل في الخروج من جيب كورسون.
: يجتمع دبلوماسيون من اتحاد الجمهوريات الاشتراكية السوفياتية وفنلندا للتوقيع على هدنة.
17: مشاة البحرية الأمريكية يصلون إلى إنيويتوك.
18: السفينة الحربية بينيلوبي نسفت وغرقت قبالة ساحل أنزيو مع فقدان 415 شخصا من الطاقم.
: الغارة الجوية الأمريكية على جزيرة تروك، وهي قاعدة بحرية يابانية رئيسية، لكنها ستكون إحدى الحصون المتخلفة من حلقة الدفاع الخارجي اليابانية.
19: لايبزيغ، قصفت ألمانيا ليلتين متتاليتين.يمثل ذلك بداية حملة تفجير «الأسبوع الكبير» ضد المدن الصناعية الألمانية من قبل قاذفات الحلفاء.
20: قمعت الحامية العسكرية الاستعمارية في لولوابورغ  تمرد الكونغو البلجيكي، مما أسفر عن مقتل ثلاثة.
22: تم استبدال جون لوكاس مع الجنرال لوسيان تروسكوت في أنزيو.
23: طائرات البحرية الأمريكية تهاجم جزر ماريانا وسايبان وغوام وتينيان.
26: حملة القصف «الأسبوع الكبير» تختتم بنجاح. فإن المقاتلة الأمريكية P-51 موستانج مع المدى الطويل يثبت أنها لا تقدر بثمن في حماية القاذفات الأمريكية على ألمانيا.
: تواصل سلاح الجو الأحمر قصف هلسنكي، حيث تواصل فنلندا محادثات السلام.
27: أوس كود تغرق سفينة تجارية يابانية بواسطة طوربيد.
28: غزت الجزر الأميرالية من قبل القوات الأمريكية، تميزت معركة لوس نيغروس وعملية بروير. سوف يستمر النضال من أجل هذا المرسى الهام للأسطول حتى شهر مايو. رابول الآن معزولة تماما.
: اغتيل الكسندر غالوبين الصناعي البلجيكي في بلجيكا المحتلة من قبل القوات شبه العسكرية الفلمنكية.

## مارس 1944
1: الكايلس من (يو إس إس) تاراوا وأوس كيرزارج تم إسقاطهما.
: تحدث ضربات مناهضة للفاشية في شمال إيطاليا.
: تشرع الجبهة لينينغراد في الهجوم نارفا، 1-4 مارس.

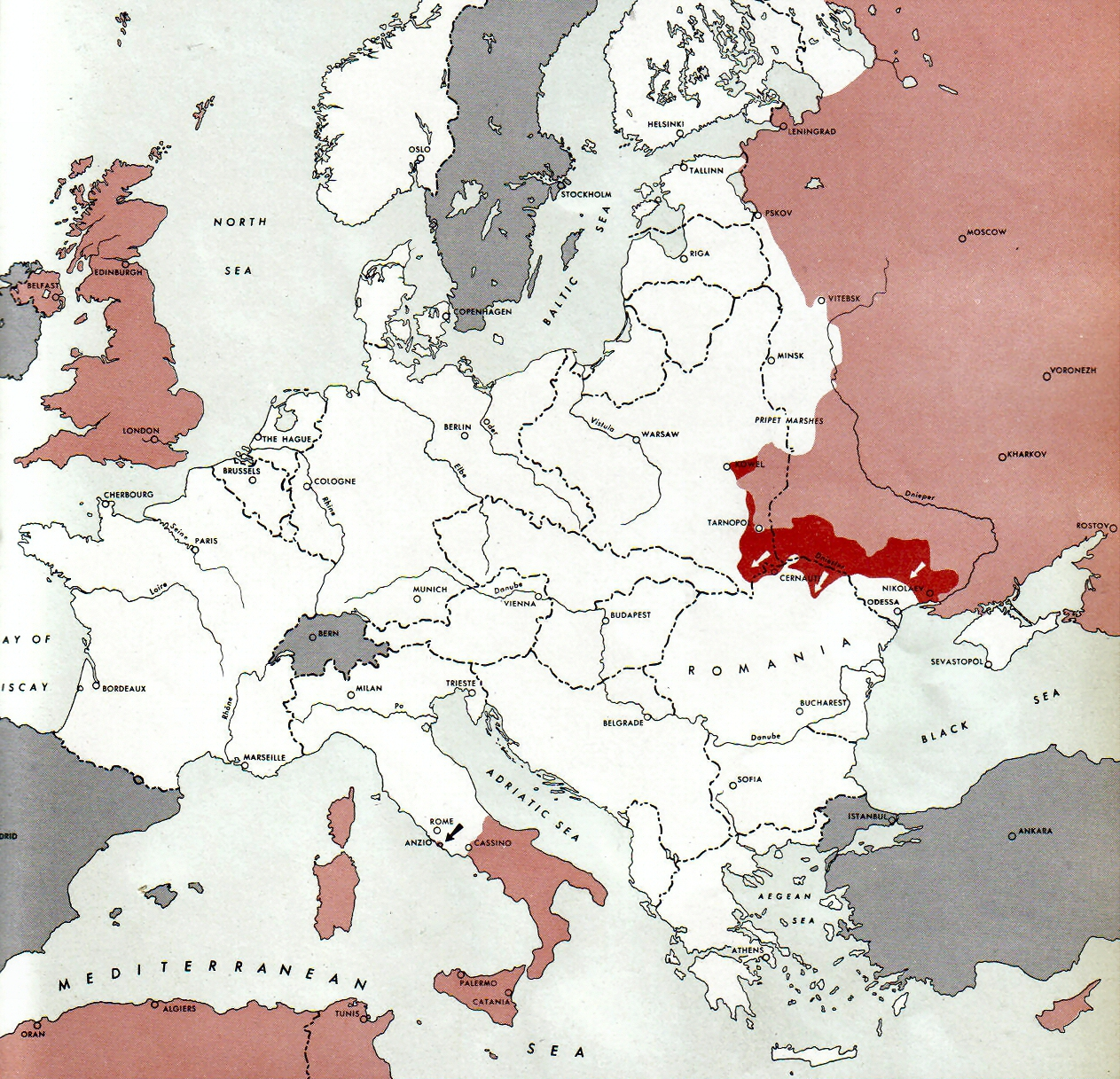
اليوم الأول

: الحلفاء قصفوا الفاتيكان للمرة الثانية.
3: القوات الألمانية حول أنزيو، بعد أن فشلت في دفع الحلفاء من رأس الشاطئ، انتقلت إلى موقف دفاعي.
6: جعل وينديت تشينديتس عدة غزوات ناجحة في بورما.
: قنابل سلاح الجو السوفياتي نارفا، تقوم بتدمير المدينة. جبهة لينينغراد تبدأ الهجوم على نارفا، 6-24 مارس.
: يتلقى الحلفاء معلومات تفيد بأن اليابانيين قد يكونون على وشك الهجوم على غرب أستراليا، مما دفعهم إلى تعزيز الدفاعات إلى حد كبير. عندما لا يأتي هجوم، يعودون إلى محطاتهم العادية عند يوم 20 مارس.
7: اليابانيون يبدأون محاولة غزو الهند، بدءا من معركة لمدة أربعة أشهر حول إمفال.
8: القوات الأمريكية تتعرض للهجوم من قبل القوات اليابانية على هيل 700 في بوغانفيل؛ المعركة التي ستستمر خمسة أيام.
: هجوم الجيش الأحمر على جبهة واسعة غرب الدنيبر في أوكرانيا مما يسبب لقوات الألمان تراجعا كبيرا.
9: سلاح الجو السوفياتي ذو المدى الكبير ينفذ غارة جوية على تالين، استونيا. الأهداف العسكرية غير معروفة تقريبا. تقريبا يموت 800 مدني ويترك 20,000 شخص دون مأوى.

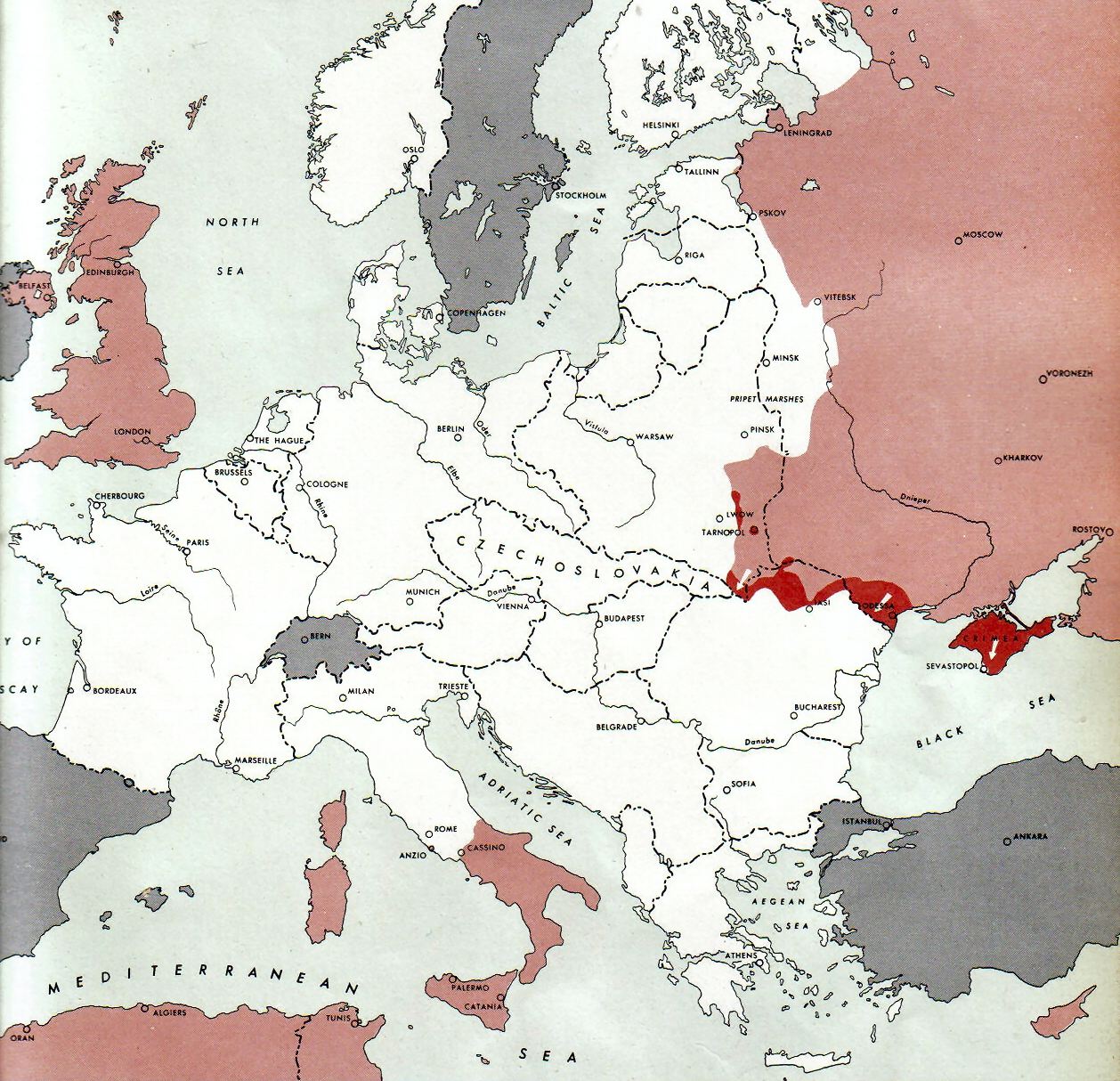
اليوم الخامس عشر

12: إنشاء اللجنة السياسية للتحرير الوطني في اليونان.
13: في بوغانفيل، تنهي القوات اليابانية هجومها الفاشل على القوات الأمريكية في هيل 700.
15: تبدأ المعركة الثالثة من مونتي كاسينو. بلدة كاسينو الصغيرة تدمرها قاذفات الحلفاء.
: أخذ الأميركيون جزيرة مانوس في سلسلة الأميرالية.
: المجلس الوطني للمقاومة الفرنسية يوافق على برنامج المقاومة.
16: فيلق الولايات المتحدة الحادي عشر يصل في مسرح المحيط الهادئ.
17: القصف العنيف في فيينا، النمسا.
18: يقترب الجيش الأحمر من الحدود اليونانية.
19: القوات الألمانية تحتل المجر في عملية مارغاريث.
: يهاجم الحزبيون اليوغوسلافيون تريستي، على حدود إيطاليا وسلوفينيا.
20: تقدم الجيش الأحمر في أوكرانيا يستمر بنجاح كبير.
21: فنلندا ترفض شروط السلام السوفياتية.
22: القوات اليابانية تعبر الحدود الهندية على طول جبهة إمفال.
: قصف فرانكفورت تسبب بخسائر فادحة بالمدنيين.
24: مجزرة فوس أردتين في روما، إيطاليا. قتل 335 الإيطاليون، بينهم 75 يهوديا وأكثر من 200 عضو من مختلف الجماعات في المقاومة الإيطالية؛ وهذا رد ألماني على انفجار قنبلة قتل القوات الألمانية.
: قتل أوردي وينجيت في حادث تحطم طائرة.
: القصف العنيف للمدن الألمانية في مواقع إستراتيجية مختلفة لمدة 24 ساعة.
25: تفجر القوات الجوية السوفيتية مدينة تارتو، إستونيا.
26: على جبهة نارفا، ستراتشويتز الهجوم يدمر جزءا من الجسر السوفيتي.
28: تتراجع القوات اليابانية من بورما.
30:  تتكبد القوات الجوية الملكية خسائر فادحة في غارة جوية ضخمة على نورمبرغ.

## أبريل 1944

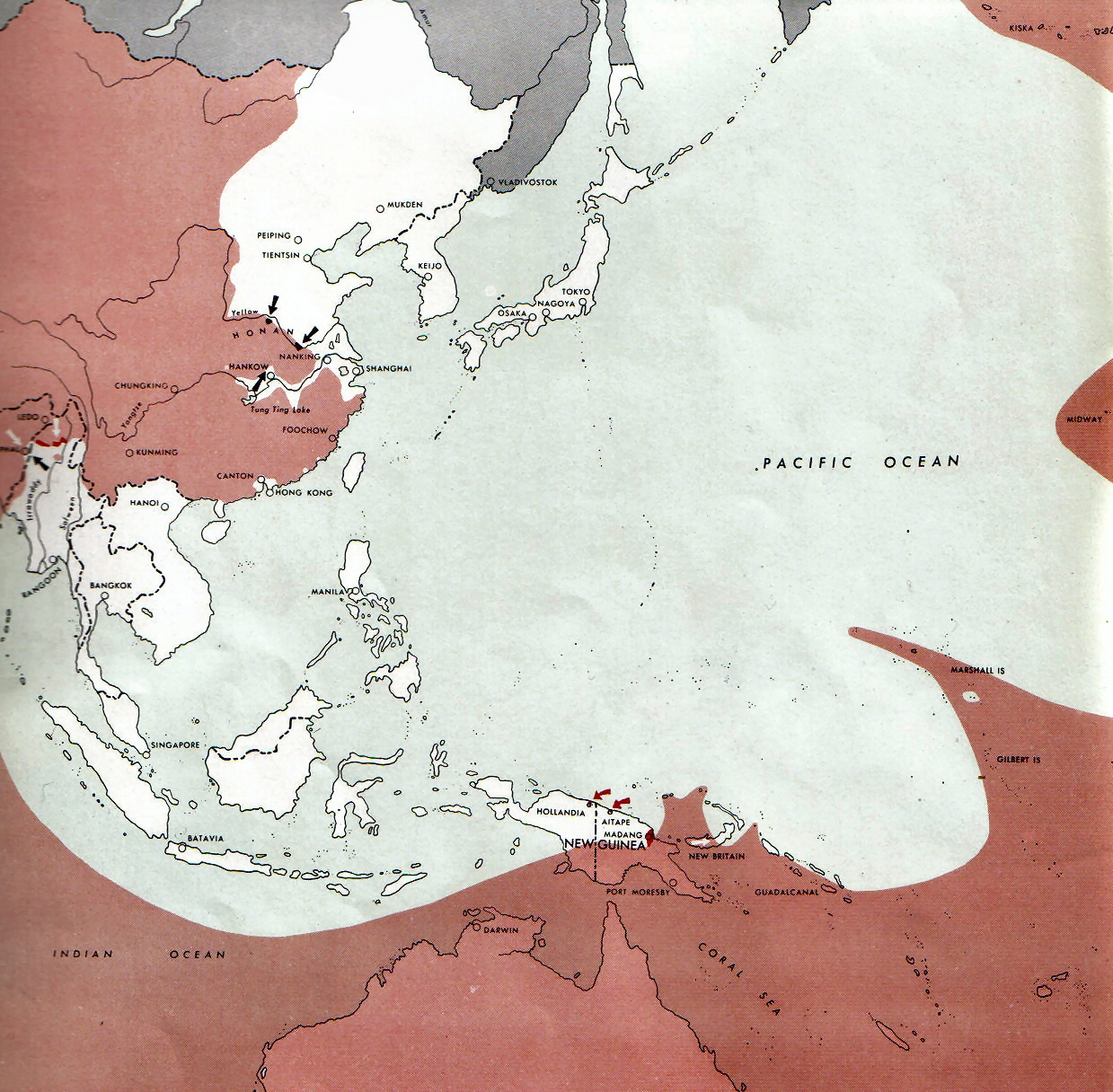
اليوم الأول

3: يهاجم مفجرو الحلفاء بودابست في المجر، المحتلة الآن من قبل الألمان، وبوخارست في رومانيا، قبل أن يتقدم الجيش الأحمر.
4: الجنرال شارل ديغول يتولى قيادة جميع القوات الفرنسية الحرة.
5: قنابل القوات الجوية الأمريكية (بلويستي) تدمر حقول النفط في رومانيا، مع خسائر فادحة.
6: محرك الأقراص الياباني على سهل امفال، يفترض أن يتوقف، ويثبت أنه قوي بما فيه الكفاية لتطويق القوات البريطانية في امفال وكوهيما، في الهند.
8: هجمات الجيش الأحمر في محاولة لاستعادة السيطرة على كل من شبه جزيرة القرم، والألمان يستمرون في التراجع غربا إلى سيفاستوبول.
10: القوات السوفيتية تدخل أوديسا، أوكرانيا.
11: القوات السوفيتية تأخذ كيرتش، بداية إعادة استعمار القرم.
15: غارات جوية مكثفة على حقول النفط بلوئستي (رومانيا) من قبل كل من (أر أ إف) وسلاح الجو الأميركي.
16: القوات السوفياتية تأخذ يالطا. وقد تم تحرير معظم القرم.
17: الإطلاق الياباني في عملية إشي تسبب في قتل أكثر من 600,000 رجل في وسط الصين. الهدف هو غزو المناطق التي توجد فيها قاذفات القنابل الأمريكية. المرحلة الأولى هي معركة وسط خنان.

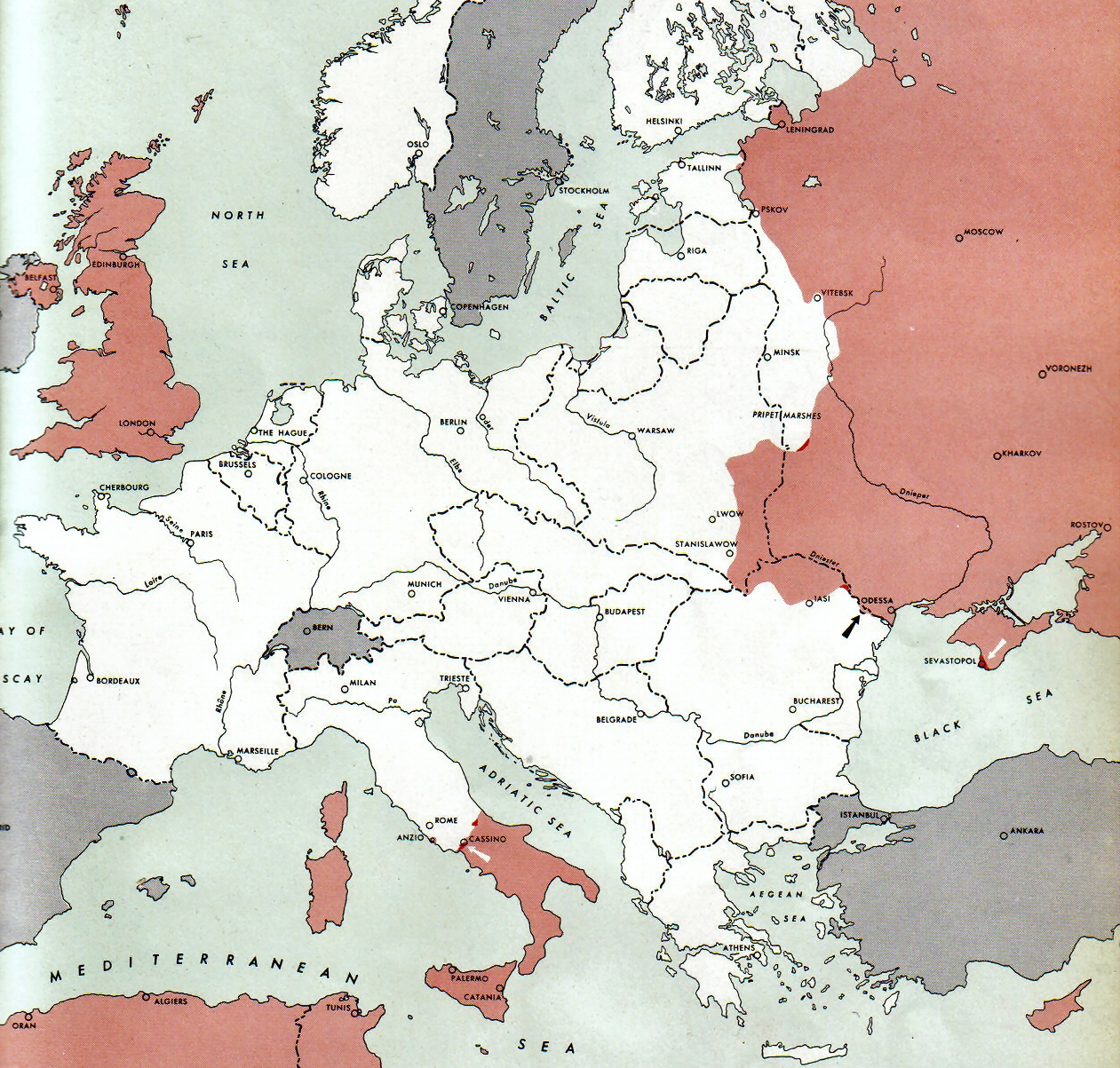
اليوم الخامس عشر

21: سقوط حكومة بادوجليو في إيطاليا وسرعان ما طلب منه تشكيل آخر.
: غارة جوية على باريس تقتل عددا كبيرا من المدنيين.
22: عمليات لا حصر لها والاضطهاد: القوات الأمريكية تهبط في هولندا وإيتاب في شمال غينيا الجديدة لتعترض القوات اليابانية في ويواك.
24: القوات البريطانية تفتح الطريق من إيمفال إلى كوهيما في الهند.
27: مأساة سلابتون ساندز: قتل الجنود الأمريكيون في تدريبات تمهيدا لليوم - دي في سلابتون في ديفون.
30: الاستعدادات واسعة لليوم - دي تسير في جميع أنحاء جنوب انجلترا.
: تستمر الغارات الجوية الأمريكية البحرية في جزر كارولينا، بما في ذلك تروك.

## مايو 1944
6: تفجيرات الحلفاء الثقيلة للقارة استعدادا لليوم - دي.
8: يوم - دي عمل لعملية أوفرلورد يوم 5 يونيو.
9: سيفاستوبول في شبه جزيرة القرم تستعيدها القوات السوفياتية.

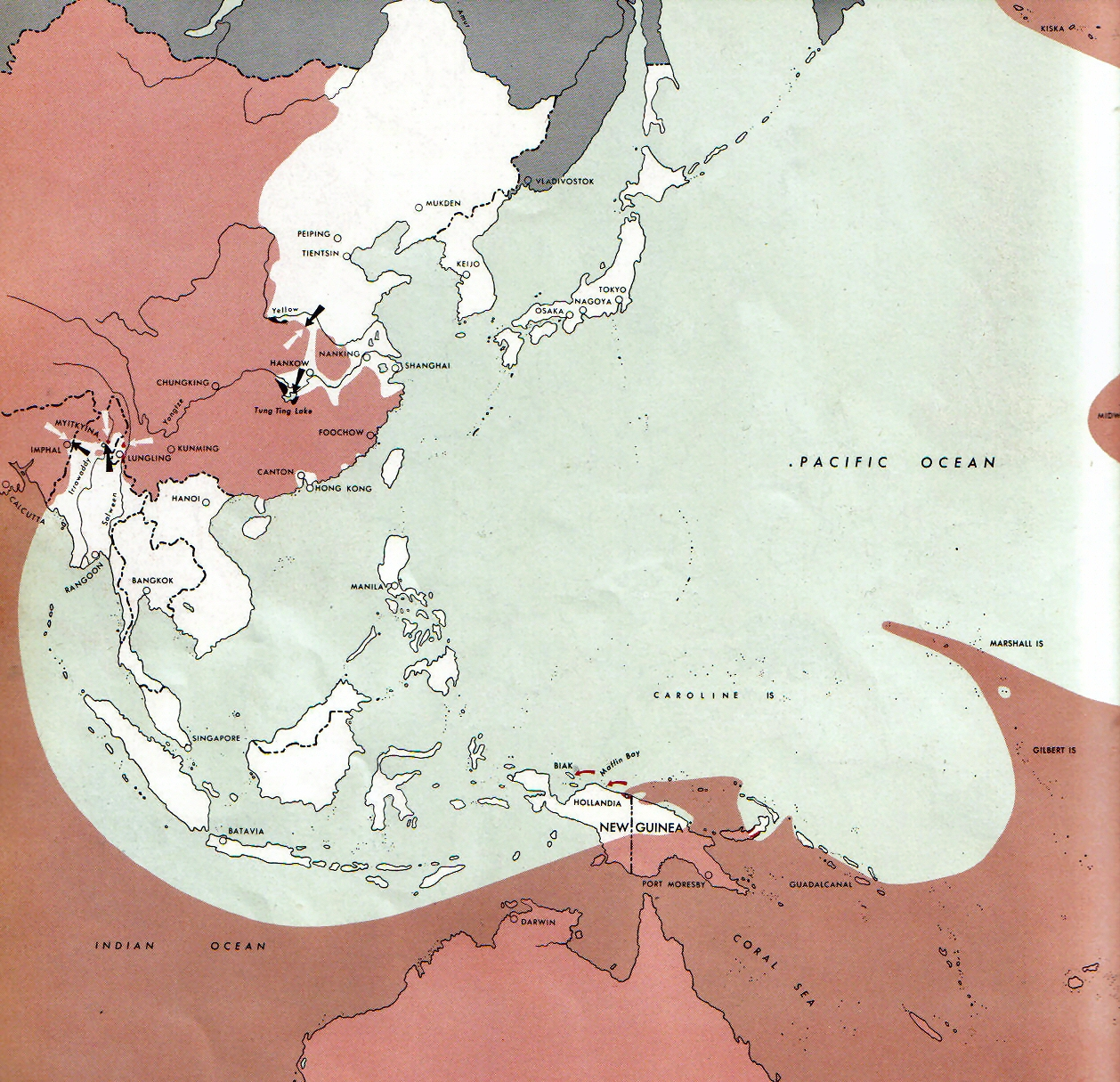
اليوم الأول

11: المعركة الرابعة من مونتي كاسينو تبدأ بقيادة الجنرال أندرس من الفيلق البولندي الثاني.
12: أعداد كبيرة من القوات الصينية تغزو شمال بورما.
13: كل شبه جزيرة القرم تحت السيطرة السوفياتية. تم القبض على آلاف عديدة من الجنود الألمان والرومانيين، ولكن تم إجلاء آلاف عديدة.
: تم تعزيز جسر الرأس فوق نهر غاري.
18: معركة مونتي كاسينو تنتهي في انتصار الحلفاء. القوات البولندية من الفيلق البولندي 2 بقيادة الجنرال واديسلاو أندرس التقاط مونتي كاسينو. القوات الألمانية في غرب إيطاليا قد انسحبت إلى خط هتلر.
: القوات المتحالفة تأخذ المطارات في ميتكينا، بورما، قاعدة جوية هامة. الصراع على المدينة نفسها سيستمر لمدة ثلاثة أشهر تقريبا.
: انتهت آخر مقاومة يابانية في جزر الأميرال، قبالة غينيا الجديدة.
21: زيادة قصف قوات التحالف للأهداف في فرنسا استعدادا لليوم.
23: الحلفاء يبدأون اختراق جديد من أنزيو.

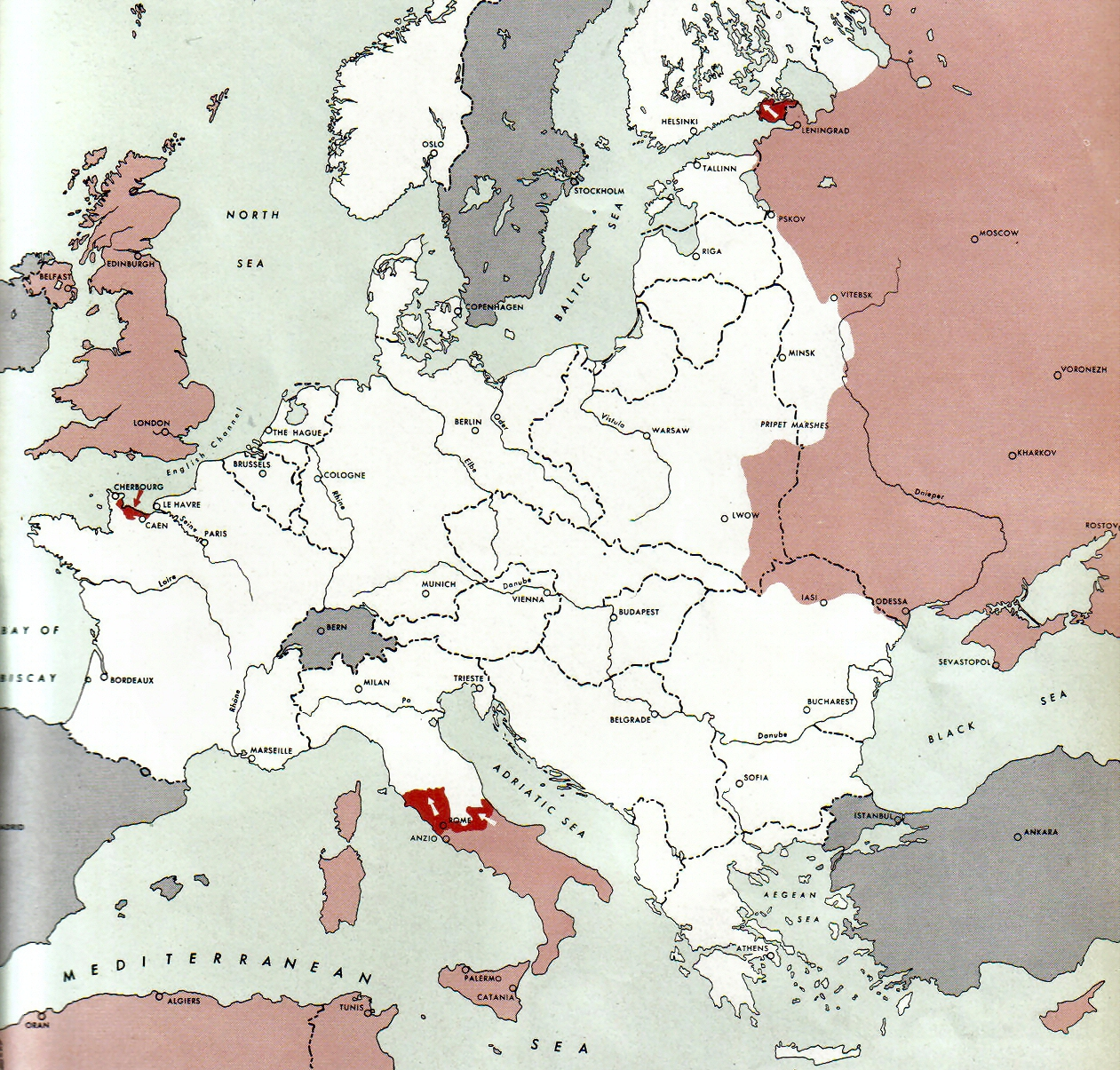
اليوم الخامس عشر

25: الحلفاء في أنزيو يصلون مع الحلفاء من جنوب إيطاليا. على الرغم من أن هارولد ألكسندر يرغب في الإيقاع بالجيش العاشر الألماني، فإن قائد الجيش الأمريكي الخامس مارك و. كلارك يأمر تروسكوت بالانتقال شمالا إلى روما. يشكل الألمان في إيطاليا موقعا دفاعيا جديدا على خط قيصر سي.
27: يبدأ إعصار العمليات. الأمريكيون يهبطون على بياك، غينيا الجديدة الهولندية، قاعدة جوية يابانية رئيسية؛ والمقاومة اليابانية تستمر في المقاومة حتى أغسطس.
31: تراجع اليابانيين من إمفال (الهند) مع خسائر فادحة. غزوهم للهند قد انتهى.

## يونيو 1944
2: تأسيس الحكومة الفرنسية المؤقتة.
: الولايات المتحدة تبدأ عملية الهيجان مع قصف ديبريسين، المجر.
3: هناك تفجيرات يومية لشبه جزيرة شيربورغ ومنطقة نورماندي.
4: دخول الحلفاء روما، بعد يوم واحد من إعلان الألمان أنها مدينة مفتوحة. القوات الألمانية تعود إلى خط التراسيمين.
: تأجيل عملية أوفيرلورد 24 ساعة بسبب أعالي البحار. استولت القوات الأمريكية على طائرة يو-505 الألمانية، وسحبت إلى برمودا.
5: تبدأ عملية أوفرلورد عندما يسقط أكثر من 1000 قاذفة بريطانية 5000 طن من القنابل على بطاريات بندقية ألمانية على ساحل نورماندي استعدادا ليوم - دي. أول قوات الحلفاء  يصلون إلى نورماندي. تنتشر المظليين من كاين جنوبا.
: في المحيط الهادئ، أسطول الولايات المتحدة نقل القوات الاستكشافية لغزو سايبان في جزر ماريانا يترك بيرل هاربور.
6: يوم - دي يبدأ مع هبوط 155,000 قوات التحالف على شواطئ نورماندي في فرنسا. سرعان ما يكسر جنود الحلفاء الجدار الأطلنطي ويدفعون إلى الداخل في أكبر عملية عسكرية برمائية في التاريخ.
7: تحرر بايو  من قبل القوات البريطانية.
9: لم يتم التوصل إلى اتفاق على الحدود المتبادلة، جوزيف ستالين تطلق هجوما ضد فنلندا بهدف هزيمة فنلندا قبل أن تدفع إلى برلين.
10: في أورادور-سور-غلان (بلدة بالقرب من ليموج)، فرنسا، قتل 642 رجلا وامرأة وطفل في استجابة ألمانية لأنشطة المقاومة المحلية.
: في مجزرة ديستومو في اليونان، قتل 218 مدنيا.
12: حاملات الطائرات الأمريكية تبدأ الضربات الجوية على ماريانا، بما في ذلك سايبان، التحضير للغزو.
13: ألمانيا تطلق هجوما بالقنابل الحربية V1 على إنجلترا، في رأي هتلر هو نوع من الانتقام للغزو. يعتقد أن ألمانيا حققت الانتصار بهذا «السلاح السري». ستستمر هجمات V-1 حتى يونيو.
:  يبدأ القصف البحري الأمريكي سايبان. ردا على ذلك، يأمر الأدميرال تويودا سويمو، القائد الأعلى للبحرية الإمبراطورية اليابانية، أسطوله بمهاجمة قوات البحرية الأمريكية حول سايبان.
15: القوات البحرية والجيش الأمريكي تغزو جزيرة سايبان. تكشف الغواصات الأمريكية الأسطول الياباني في الطريق.

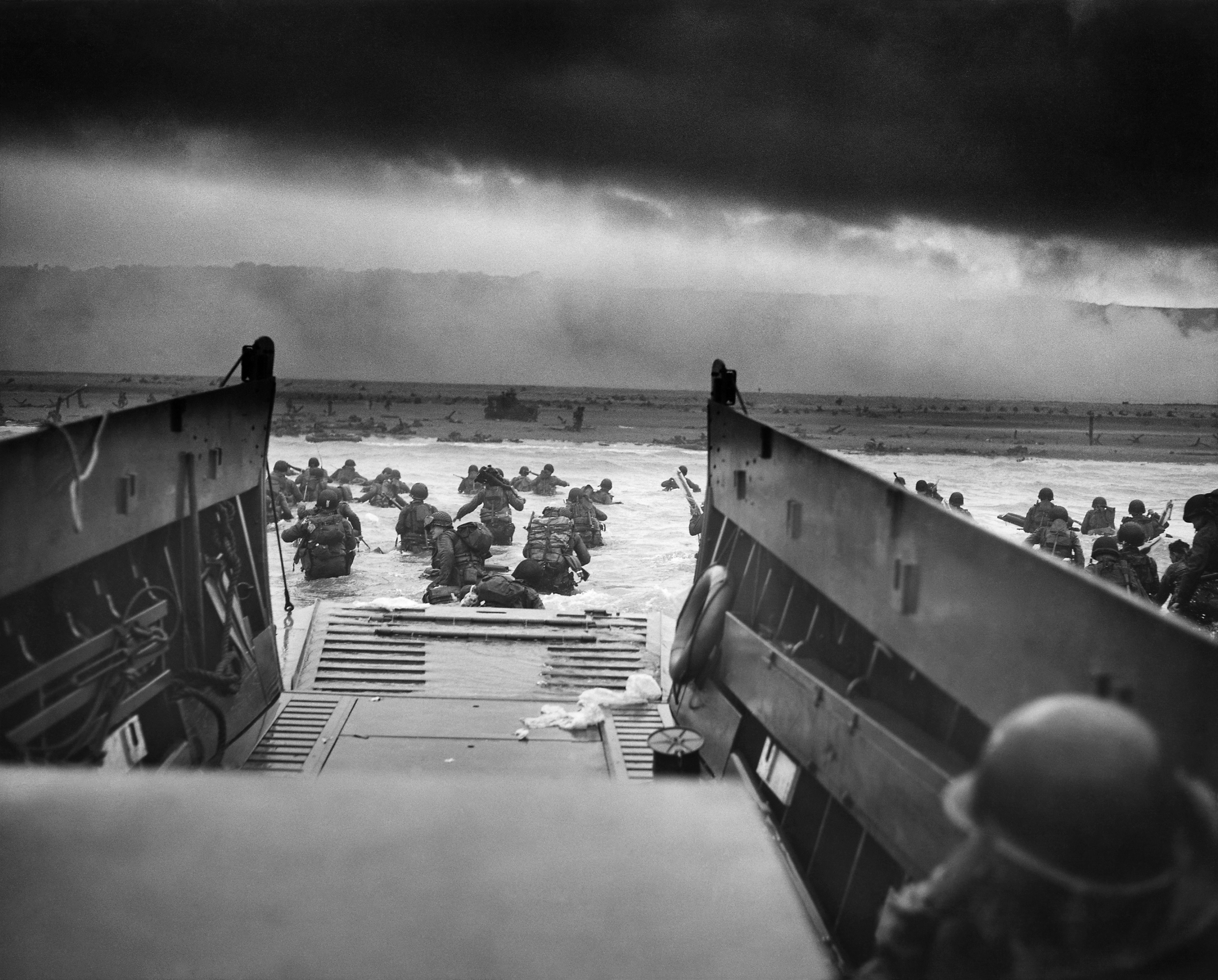
6 يونيو 1944: القوات البحرية لأسطول (إل في سي بي) تنزل في شاطئ أوماها.

17: تهبط القوات الفرنسية الحرة  على إلبا.
18: أعلن تحرير إلبا.
: يأسر الحلفاء  أسيسي، إيطاليا.
20-19: معركة بحر الفلبين، الملقب بمارياناس العظمى وتتعرض تركيا لاطلاق النار من قبل الأميركيين، ويحدث. يفوز أسطول الولايات المتحدة الخامس بمعركة بحرية حاسمة على البحرية الإمبراطورية اليابانية بالقرب من جزر ماريانا. تم إسقاط أكثر من 200 طائرة يابانية في حين أن الأمريكيين فقط تفقد 29 طائرة نتاج هجمات العدو.
19: عاصفة قناة قاتلة تدمر واحدة من حلفاء التوت الحلفاء في نورماندي.
: الجيش الأحمر يستعد لعملية «باجراشيون»، وهو هجوم ضخم في بيلاروسيا (روسيا البيضاء).
20: البريطانيون يأخذون بيروجيا، إيطاليا.
: رفع الحصار عن إمفال بعد ثلاثة أشهر.
21: يشن الحلفاء الهجوم في بورما.
22: V-1s تواصل ضرب إنجلترا، وخاصة لندن، وأحيانا مع خسائر مروعة.
: عملية باغراشيون: هجوم عام من قبل القوات السوفياتية لمسح القوات الألمانية من بيلاروسيا هذا يؤدي إلى تدمير مركز مجموعة الجيش الألماني، وربما أكبر هزيمة من الجيش الألماني خلال الحرب العالمية الثانية.
: في حملة بورما، معركة كوهيما تنتهي بانتصار بريطاني.
23: تصدر اللجنة الوطنية لجمهورية إستونيا إعلانا «للشعب الإستوني». أعلن الإعلان للصحافة العالمية في ستوكهولم في تموز / يوليه 1944 وفي تالين في 1 آب / أغسطس 1944.
25: تبدأ معركة تالي-إهانتالا بين القوات الفنلندية والسوفياتية . أكبر معركة من أي وقت مضى ليخاض في بلدان في الشمال الأوروبي.
26: تحرر شيربورغ على يد القوات الاميركية.
27: سان مارينو يقصف من قبل الحلفاء، في اعتقاد أن قوات المحور كانت متمركزة هناك.

## يوليو 1944
1: موت دياريست لينجاراد تانيا سافيتشيفا جوعا في سن 14. يصبح مشهورا بسبب مذكرات لها عن وفاة عائلتها خلال الحصار.
2: لا تزال آثار V-1  مدمرة في جنوب شرق إنجلترا من حيث الدمار المادي والخسائر في الأرواح.

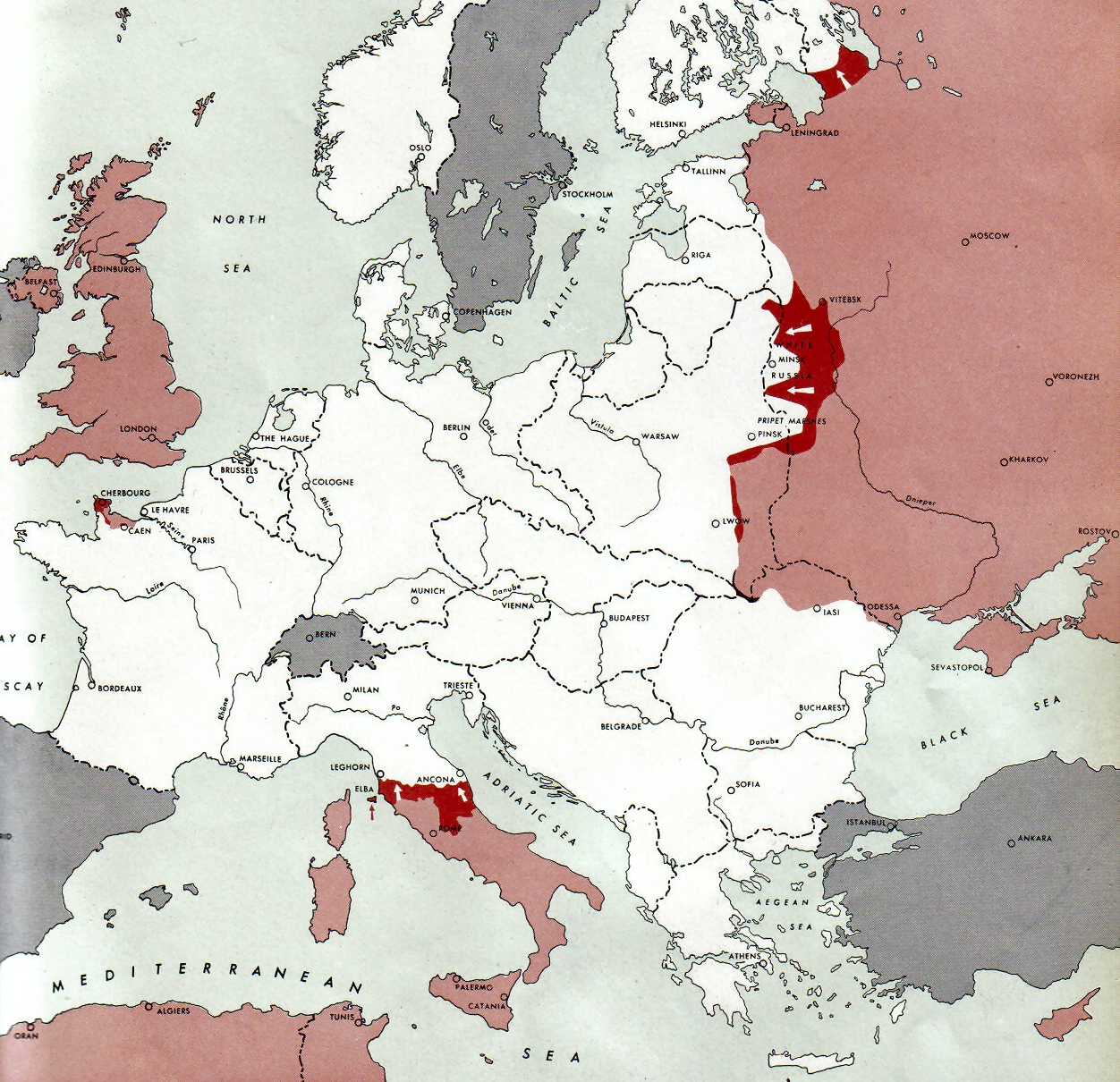
اليوم الأول

3: تحرر القوات السوفياتية مينسك في بيلاروس.
: الحلفاء يجدون أنفسهم في «معركة الحواجز»، كما أنها تعوق من قبل التحوط الزراعي في غرب فرنسا التي لم يتم تقييمها بواسطة الاستخبارات بشكل صحيح.
: سيينا، إيطاليا تقع على القوات الجزائرية للقوات الفرنسية.
6: أكبر رسوم بانزاي للحرب: يتم ذبح 4300 من القوات اليابانية على سايبان.
7: القوات السوفيتية تدخل فيلنيوس، ليتوانيا.
9: بعد المقاومة الثقيلة كاين، تحرر فرنسا القوات البريطانية على الجانب الأيسر من تقدم الحلفاء.
: أعلن أن سايبان آمنة، واليابانيون بعد أن فقدوا أكثر من 30,000 جندي؛ في المراحل الأخيرة العديد من المدنيين قاموا بالانتحار بتشجيع من الجيش الياباني.
10: اليابان لا تزال مقاومة على غينيا الجديدة.
: قصف طوكيو للمرة الأولى منذ غارة دوليتل في أبريل 1942.
11: الرئيس روزفلت يعلن أنه سيترشح لولاية رابعة لم يسبق لها مثيل كرئيس أمريكي.

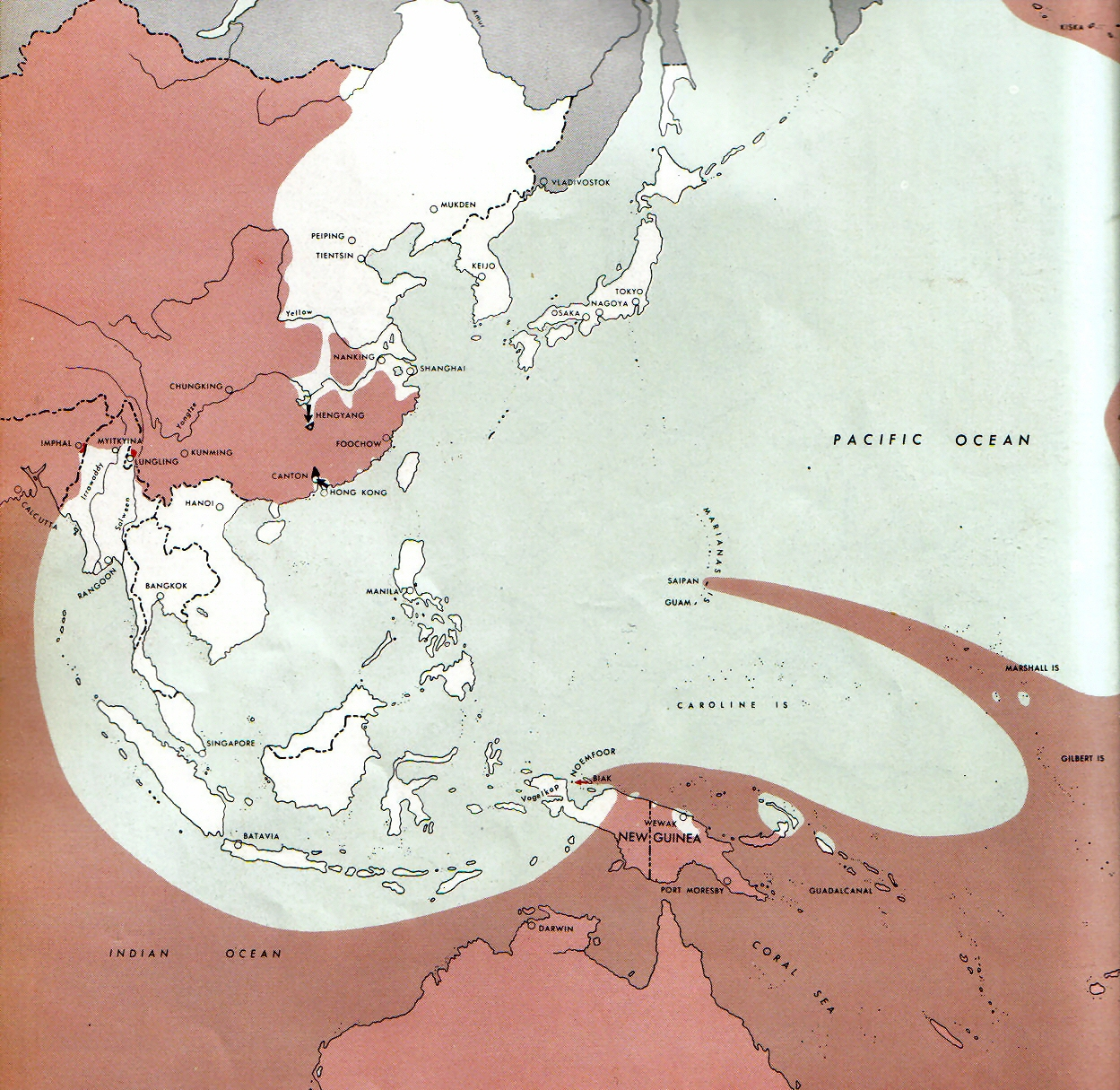
اليوم الخامس عشر

12: هتلر يرفض اقتراح الجنرال المشير فالتر النموذج بسحب القوات الألمانية من استونيا ولاتفيا الشمالية والتراجع إلى نهر دوغافا.
13: السوفييت يأخذون فيلنيوس، ليتوانيا.
: يبدأ الهجوم على فوف ساندوميرز.
16: وصول القوات الأولى لقوات المشاة البرازيلية إلى إيطاليا.
17: اصيب المارشال رومل بجروح خطيرة عندما انفجر إطار سيارته من الهواء في فرنسا.
18: استقال الجنرال هيديكي توجو من منصب رئيس وزراء الحكومة اليابانية مع استمرار هزائم القوات العسكرية اليابانية. الإمبراطور هيروهيتو يسأل الجنرال كونياكي كويسو لتشكيل حكومة جديدة.
: سانت لو، يتم اتخاذ فرنسا، ويبدأ اختراق الحلفاء من البلد هيدجيرو في نورماندي .
19: القوات الأمريكية تأخذ ليغورن (ليفورنو)، إيطاليا بعيدا حتى التمهيد الإيطالي.
20: تم تنفيذ مؤامرة 20 يوليو من قبل العقيد كلوز فون ستوفنبرغ في محاولة فاشلة لاغتيال هتلر. كان هتلر يزور المقر الرئيسي في راستنبورغ، بروسيا الشرقية. تأتي أعمال الانتقام ضد المتآمرين وأسرهم، وحتى تشمل رومل.
21: مشاة البحرية الأمريكية على غوام.
22: هتلر يعطي الإذن للانسحاب من نهر نارفا إلى خط الدفاع تاننبرغ في تلال سينيميد 20 كم غرب من نارفا.
23: البولنديين يرتفعون ضد الألمان في انتفاضة لو.
24: تصل القوات البحرية على جزيرة تينيان، آخر من ماريانا (بعد سايبان وغوام)؛ ستكون تينيان في نهاية المطاف قاعدة B-29، والقاعدة التي غادرت منها القاذفات الذرية.
: عملية كوبرا الآن على قدم وساق: اختراق في سانت لو في نورماندي مع القوات الأمريكية أخذ كوتانسس.
: في بداية الهجوم نارفا السوفياتي، 24-30 يوليو، يتم ضرب الجيش 8 السوفياتي من قبل فوج 45 الاستونية والفوج 44 الشرقية البروسية. فصيلة الجيش «ناروا» تبدأ في التراجع إلى خط تانينبرغ.
: معسكر تركيز مجدانيك تحرره القوات السوفياتية، وهي الأولى بين الكثيرين. الاتحاد السوفيتي هو الآن يمتلك السيطرة على العديد من المدن الكبيرة في بولندا، بما في ذلك لوبلان.
: القاذفات الأمريكية قصفت القوات الأمريكية عن طريق الخطأ بالقرب من سانت لو، فرنسا.
26: أول انتصار جوي لمقاتلة يحدث، مع البيانات 262 من سلاح الجو الألماني مع  262 إكدو يقوم بإحداث الإضرار لطائرة استطلاع هافيلاند البعوض دي لسلاح الجو الملكي رقم 540 سرب سلاح الجو الملكي البريطاني.
: هجوم نارفا للجبهة لينينغراد يحتل البلدة.
27 تموز / يوليه إلى 10 آب / أغسطس: معارك على خط تانينبرغ. في بداية المعارك هناك 25 الاستونية و 24 كتائب المشاة الهولندية والدنماركية والفلمنكية على الجانب الألماني في جبهة نارفا. تتألف قوات المدفعية والدبابات والمهندسون والوحدات الخاصة الأخرى أساسا من الألمان. توقف الهجوم الذي شنته القوات المسلحة السوفياتية، وقتل عشرات الآلاف من الرجال في كلا الجانبين.
28: قام الجيش الأحمر باتخاذ بريست ليتوفسك، وموقع على معاهدة السلام الروسية الألمانية في الحرب العالمية الأولى.
: إن الاستخدام العملي الأول للمقاتلة صاروخ مي (كيه إم أ تي) 163بي يحدث من قبل وحدات من JG 400 دفاعا عن (إل إ يو إن أ) المرافق للوقود الاصطناعي، أكبر مجمع الوقود الاصطناعي الرايخ الثالث.
29: يوم حاسم في معركة نارفا، والسماح لمفرزة الجيش الألماني «ناروا»، بما في ذلك تشكيلات مجند الاستونية لتأخير هجوم البلطيق السوفيتي لشهر آخر ولنصف الشهور.

## أغسطس 1944
1: انتفاضة وارسو، التي نظمها الجيش البولندي الرئيسي، تبدأ: الشعب البولندي يرتفع، وتتوقع المساعدات من الاقتراب من جيوش الاتحاد السوفيتي، لكنه لا يأتي أبدا.
: الجيش الأحمر يعزل دول البلطيق من روسيا الشرقية عن طريق اتخاذ كاوناس.

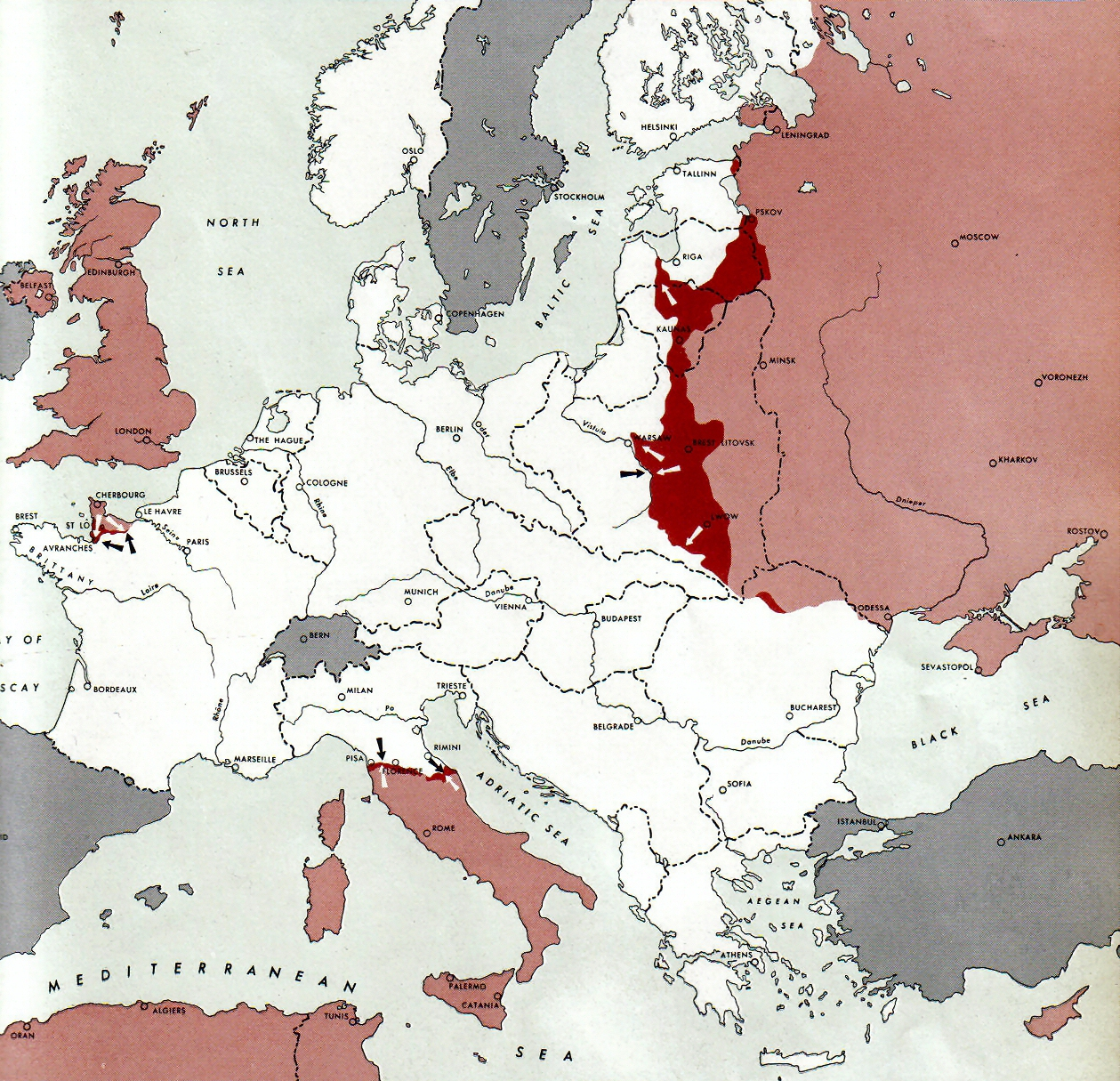
اليوم الأول

: استكمل الأمريكيون الاستيلاء على جزيرة تينيان.
3: ميتكينا، في شمال بورما، تقع في يد الحلفاء (الأمريكيين والصينيين تحت ستيلويل)، بعد دفاع قوي من قبل اليابانيين.
4: تحرر فلورنسا من قبل الحلفاء، وخاصة القوات البريطانية وجنوب أفريقيا. قبل الخروج، الألمان تحت الجنرال ألبرت كيسلرينغ تدمير بعض الجسور التاريخية والمباني القيمة تاريخيا.
: رين، فرنسا، تحرره القوات الأمريكية.
5: مذبحة وولا: 40-50 ألف مدني قتلتهم القوات الألمانية والمتعاونة الروسية في منطقة وولا في وارسو.
: اختراق كورا: أسرى الحرب اليابانيين يهربون من سجن أسترالي بالقرب من كورا، نيو ساوث ويلز. قتل اثنان من الحراس وفتحوا قبر جورج بعد وفاته.
6: الألمان يجهزون الشباب في كراكوف لوقف انتفاضة كراكو المحتملة.

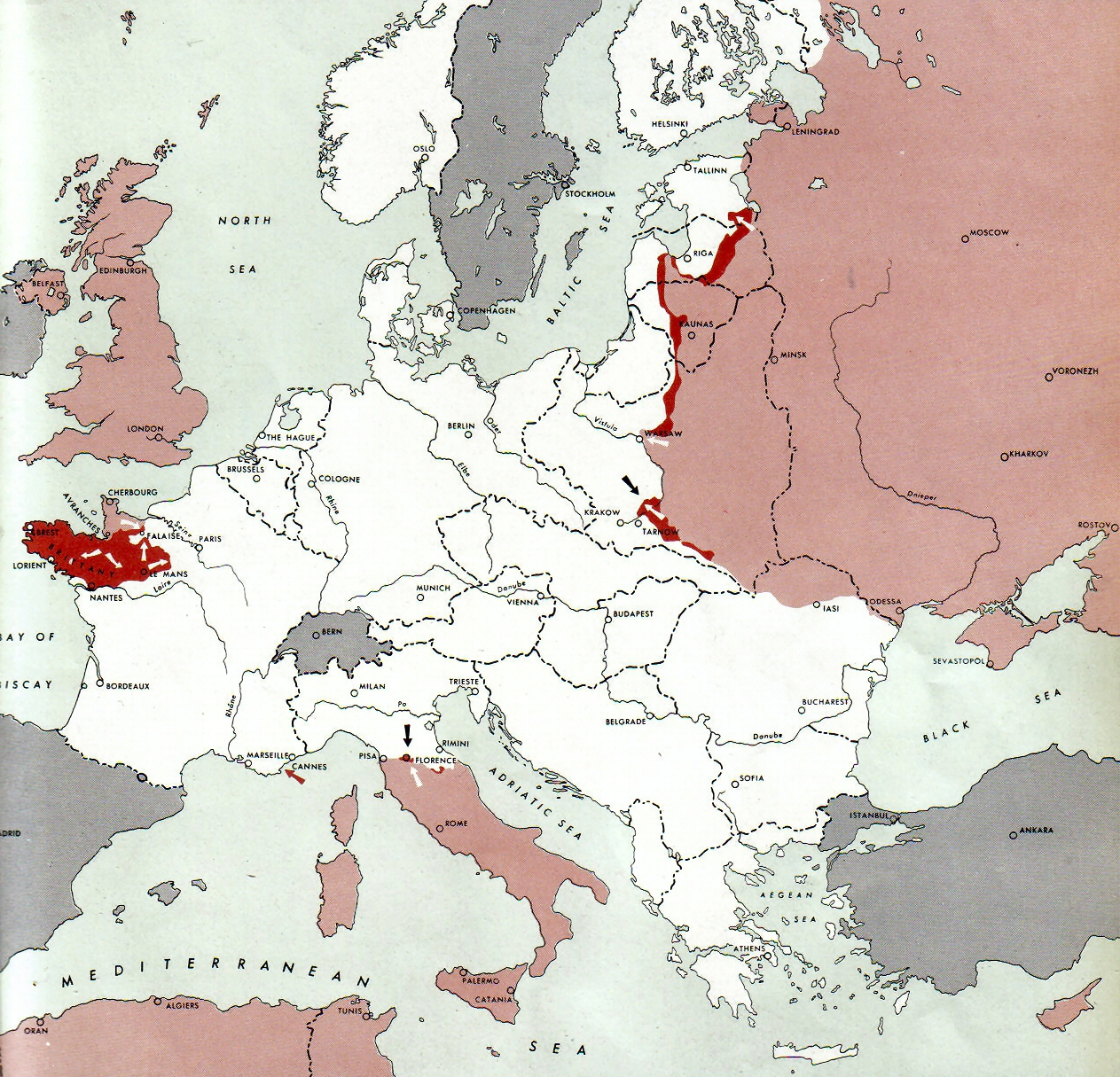
اليوم الخامس عشر

: قتل المتمردون الأوكرانيون 42 مدنيا بولنديا في مجزرة باليغرود.
7: تبدأ المحاكمات الأولى لمتآمري القنبلة ضد هتلر في محكمة يرأسها القاضي الشهير رولاند فريسلر.
8: شنق المتآمرون في مؤامرة قنبلة ضد هتلر وعلقت أجسادهم على سنانير اللحوم. تستمر أعمال الانتقام ضد أسرهم.
9: يختار الرئيس روزفلت خطة الجنرال دوغلاس ماك آرثر لغزو الفلبين ويخفض خطة الأدميرال تشيستر و. نيميتز لغزو تايوان.
10: تحرر غوام من قبل القوات الأمريكية. كل ماريانا الآن في أيدي أمريكية. سيتحولون إلى مركز جوى وبحرى رئيسى ضد الوطن اليابانى.
14: فشل الحلفاء لإغلاق جيب فاليز في فرنسا يثبت فائدة الألمان الفارين إلى الشرق الذين يهربون من حركة النعناع من الحلفاء.
: اشتباك بين أسرى الحرب الإيطاليين وجنود أمريكيين ينتهى في حصن فورت لوتون.
15: عملية دراغون تبدأ، تميزت برمائية الحلفاء بالهبوط في جنوب فرنسا.
: الحلفاء يصلون إلى «الخط القوطي»، آخر موقع استراتيجي ألماني في شمال إيطاليا.
18: بعد اغتيال سياسي متعاون في بلجيكا من قبل المقاومة، قتل 20 مدنيا في كورسيلس من قبل القوات شبه العسكرية انتقاما.
: يصل الجيش الأحمر إلى الحدود البروسية الشرقية.
19: تبدأ المقاومة الفرنسية انتفاضة في باريس، مستوحاة جزئيا من نهج الحلفاء لنهر السين.
: في بث إذاعي، يدعو جوري أولوتس، رئيس دولة أستونيا بالنيابة، المجندين الإستونيين إلى إعادة القوات المسلحة السوفياتية إلى أن يتم التوقيع على معاهدة سلام مع ألمانيا.
20: الجيش الأحمر يستأنف هجومه إلى رومانيا.
21: يبدأ مؤتمر دومبارتون أوكس، ويضع الهيكل الأساسي للأمم المتحدة.
22: اليابانيون الآن في تراجع تام من الهند.
23: رومانيا تكسر المحور، وتسلم إلى الاتحاد السوفيتي، وتنضم إلى الحلفاء.
24: وصول 168 من جنود الحلفاء إلى معسكر اعتقال بوكنوالد.
25: باريس تحررت. ديغول ومعرض فرنسي مجاني أسفل الشانزليزيه. الجيش الألماني يعصي أوامر هتلر بحرق المدينة. في الوقت نفسه تتحرك قوات الحلفاء الجنوبية من الريفييرا، واتخاذ غرونوبل وأفيغنون.

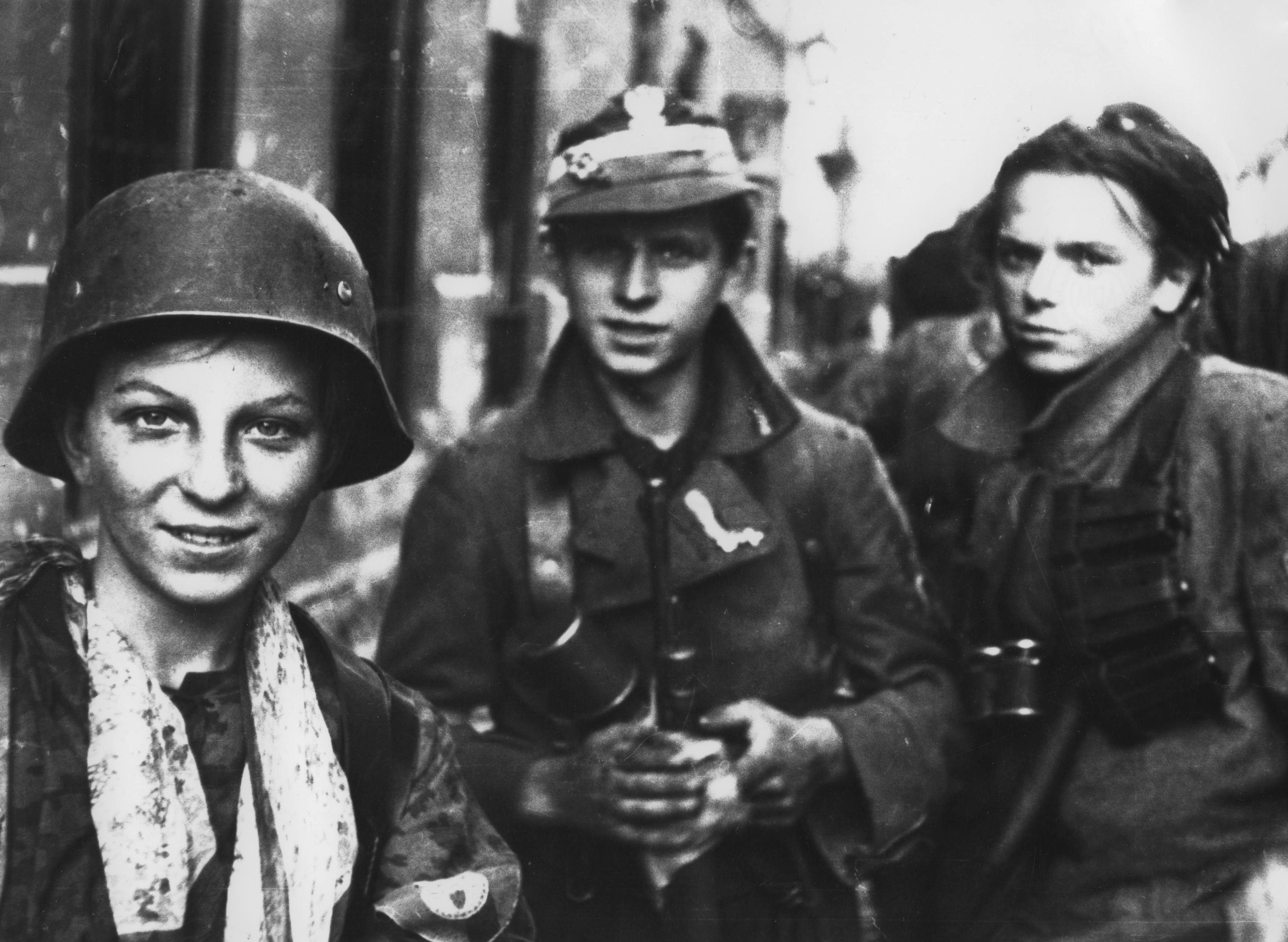
فيلق استطلاع ولد بولندي لعب دورا هاما في انتفاضة وارسو.

28: الألمان يستسلمون في تولون ومرسيليا، في جنوب فرنسا.
: تعبر الدبابات باتون عبر مارن.
29: تبدأ الانتفاضة الوطنية السلوفاكية المناهضة للالمانية في سلوفاكيا.
30: الحلفاء يدخلون روين، في شمال غرب فرنسا.
31: القوات الأمريكية تسلم الحكومة الفرنسية إلى القوات الفرنسية الحرة.
: يدخل الجيش السوفياتي بوخارست.

## سبتمبر 1944
1: القوات الكندية تقوم بالقبض على ديبي، فرنسا.
2: تدخل القوات المتحالفة  بلجيكا.
3: تحرر بروكسل من قبل الجيش البريطاني الثاني.
: تحرر ليون من قبل القوات الفرنسية والأمريكية.
4: وقف إطلاق النار ساري المفعول بين فنلندا واتحاد الجمهوريات الاشتراكية السوفياتية.
: العملية تنتهي.

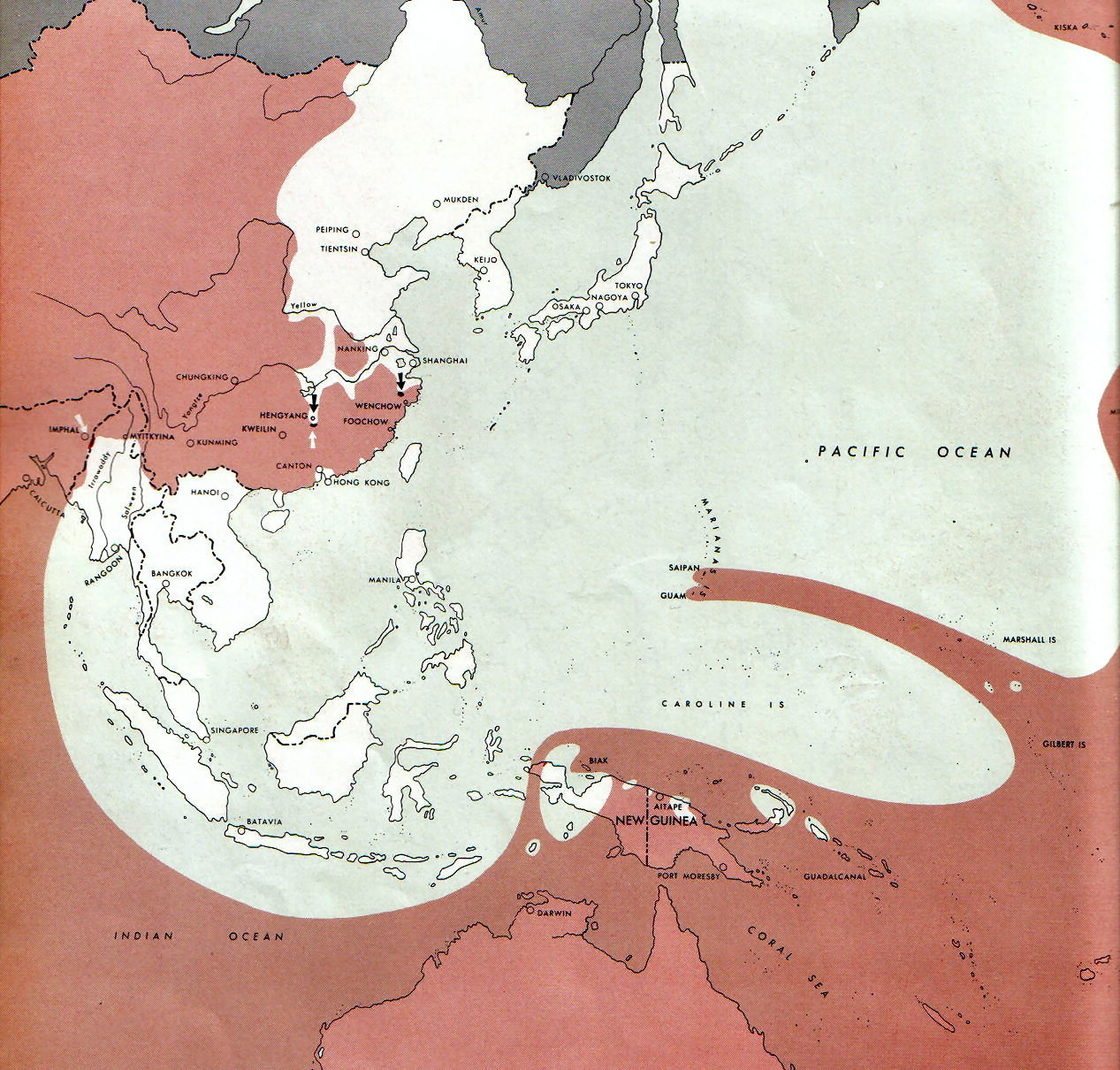
اليوم الأول

5: تحررت أنتويرب من قبل الفرقة المدرعة البريطانية 11 والمقاومة المحلية.
: الانتفاضة في وارسو مستمرة. قوات الجيش الأحمر متاحة للإغاثة والتعزيز، ولكن على ما يبدو غير قادرة على التحرك دون أمر ستالين.
:يصل فيلق الولايات المتحدة الثالث إلى المسرح الأوروبي.
: الحكومات البلجيكية والهولندية واللوكسمبورغية في المنفى توقع اتفاقية جمارك لندن، ووضع الأسس للاتحاد الاقتصادي بينيلوكس.
6: «انقطاع التيار الكهربائي» يتضاءل إلى «قاتمة» كتهديد من الغزو والمزيد من القصف يبدو احتمالا غير محتمل.
: غنت ولييج تحررهما القوات البريطانية.
8: تحرر أوستند من قبل القوات الكندية.
: القوات السوفيتية تدخل بلغاريا.
: تعود الحكومة البلجيكية في المنفى إلى بلجيكا من لندن حيث أمضت الحرب.
9: أول صواريخ V-2 في لندن.
: تشارلز ديغول يشكل الحكومة المؤقتة للجمهورية الفرنسية في فرنسا.
: الجبهة الوطنية البلغارية تسود الحكومة الوطنية وتعلن الحرب على ألمانيا.

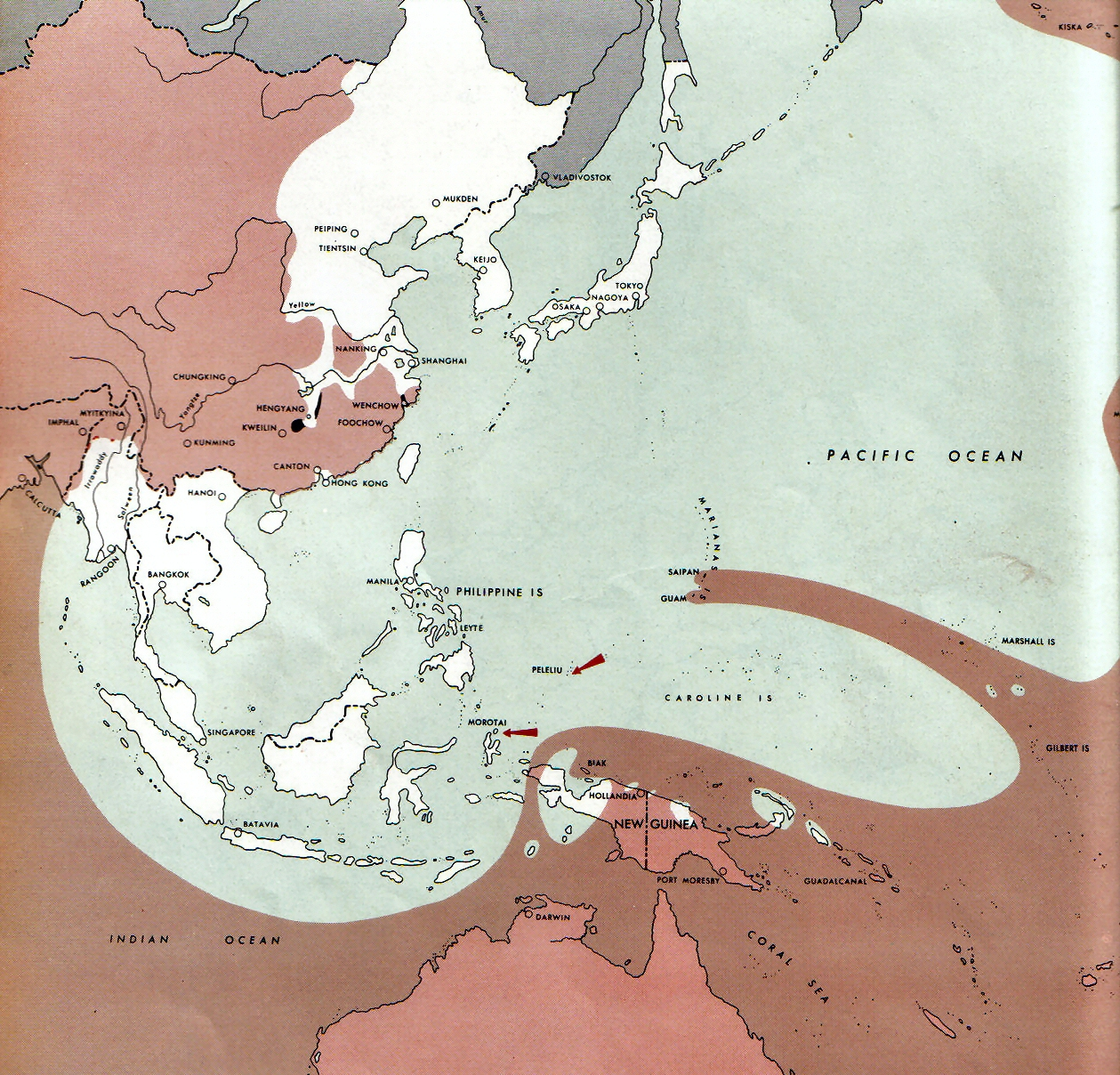
اليوم الخامس عشر

10: تحرر لوكسمبورغ من قبل الجيش الأمريكي الأول.
: يلتقي اثنان من قوات الحلفاء في ديجون، مما يقسم فرنسا إلى النصف.
: القوات المتحالفة الأولى تدخل ألمانيا، وتدخل آخن، وهي مدينة على الحدود.
: إضراب عمال السكك الحديدية الهولنديين. وتؤدي الاستجابة الألمانية إلى المجاعة الهولندية عام 1944.
11: الفيلق الحادي والعشرين للولايات المتحدة يصل إلى المسرح الأوروبي.
12: مؤتمر كيبيك الثاني (الذي يطلق عليه اسم «المثمن») يبدأ: روزفلت وتشرشل مناقشة التعاون العسكري في المحيط الهادئ ومستقبل ألمانيا.
13: القوات الأمريكية تصل إلى خط سيغفريد، الجدار الغربي لنظام الدفاع الألماني.
14: بدء هجوم البلطيق السوفياتي.
15: مشاة البحرية الأمريكية على أرض بيليليو في جزر بالاو. تستمر معركة استنزاف دموية لمدة شهرين ونصف شهر.
: تبدأ حرب لابلاند.
16: الجيش الأحمر يدخل صوفيا، بلغاريا.
17: عملية سوق الحديقة، ومحاولة تحرير أرنيم وتحول من الجناح الألماني يبدأ.
: تدخل القوات البريطانية وقوات الكومنولث إلى سان مارينو المحايدة وتشرك القوات الألمانية في صراع صغير النطاق ينتهى يوم 20 سبتمبر.
18: بريست، فرنسا، ميناء قناة هامة، يقع في يد الحلفاء.
: يوري أولوتس يعلن لحكومة إستونيا برئاسة نائب رئيس الوزراء أوتو تيف.
19: وقعت هدنة موسكو بين الاتحاد السوفياتي وفنلندا، مما أدى إلى انتهاء الحرب المستمرة.
: نانسي متحررة من قبل الجيش الأمريكي الأول.

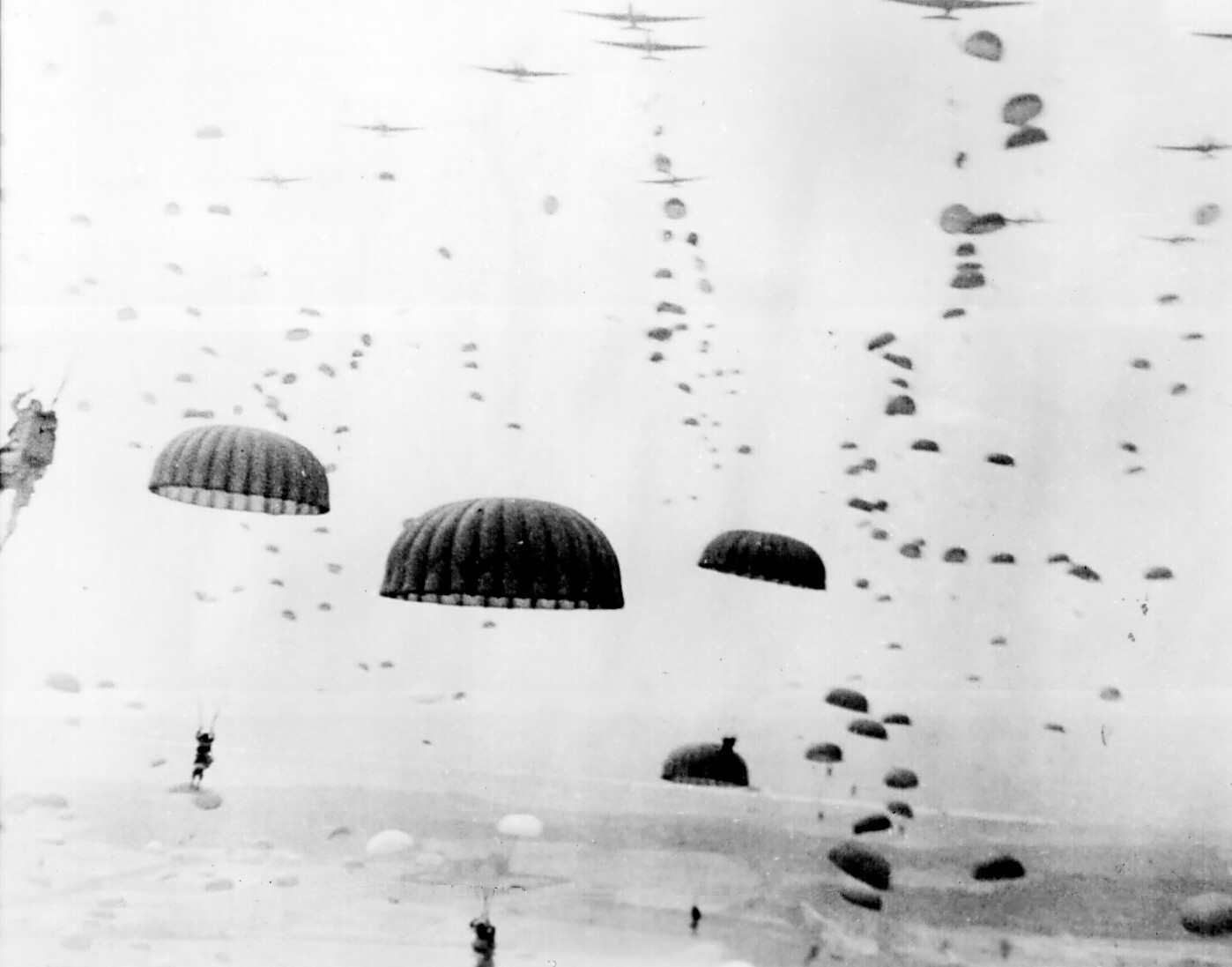
قوات المظلات وهي تهبط إلى داخل، النيثرلاندس، خلال عملية حديقة السوق في سبتمبر 1944

20: تستولي حكومة إستونيا على المباني الحكومية في تومبيا من القوات الألمانية وتناشد الاتحاد السوفيتي من أجل استقلال إستونيا.
: الفيلق السادس عشر للولايات المتحدة يصل إلى المسرح الأوروبي.
21: القوات البريطانية تأخذ ريميني، إيطاليا.
: يبدأ مؤتمر دومبارتون أوكس الثاني: فهو سيضع مبادئ توجيهية للأمم المتحدة.
: في بلجيكا، تشارلز فلاندرز يؤدى اليمين كما الأمير ريجنت بينما يتأخر قرار حول ما إذا كان الملك ليوبولد الثالث يمكن أن تعود من أي وقت مضى إلى وظائفه بعد اتهامه بالتعاون.
: سان مارينو تعلن الحرب على المحور.
: تقوم حكومة إستونيا بطباعة بضع مئات من النسخ من ريجي تيتاجا (الجريدة الرسمية)، وهي مجبرة على الفرار تحت الضغط السوفياتي.
22: الجيش الأحمر يأخذ تالين، أول ميناء من البلطيق خارج حقول الألغام من خليج فنلندا.
: الألمان يستسلمون في بولوني.
23: الأميركيون يأخذون جزيرة أوليتي المرجانية في جزر كارولين؛ بل هو جزيرة مرجانية ضخمة من شأنها أن تصبح في وقت لاحق قاعدة بحرية هامة.
24: الجيش الأحمر يتقدم جيدا في بولندا في هذا الوقت.
25: القوات البريطانية تنسحب من أرنيم مع فشل حديقة السوق العملية. يتم القبض على أكثر من 6000 من المظليين. يتم التخلي عن أمل نهاية مبكرة للحرب.
: الولايات المتحدة، الفيلق التاسع، يصل، إلى داخل، مسالم، قاعة الدراسة.
26: هناك علامات على الحرب الأهلية في اليونان حيث يبدو أن جبهة التحرير الوطني التي تسيطر عليها الشيوعية والحكومة المدعومة من بريطانيا لا يمكن التوفيق بينها.
30: الحامية الألمانية في كاليه تستسلم للقوات الكندية. في وقت واحد، يعتقد هتلر أنه سيكون محور الغزو عبر القنوات.

## أكتوبر 1944

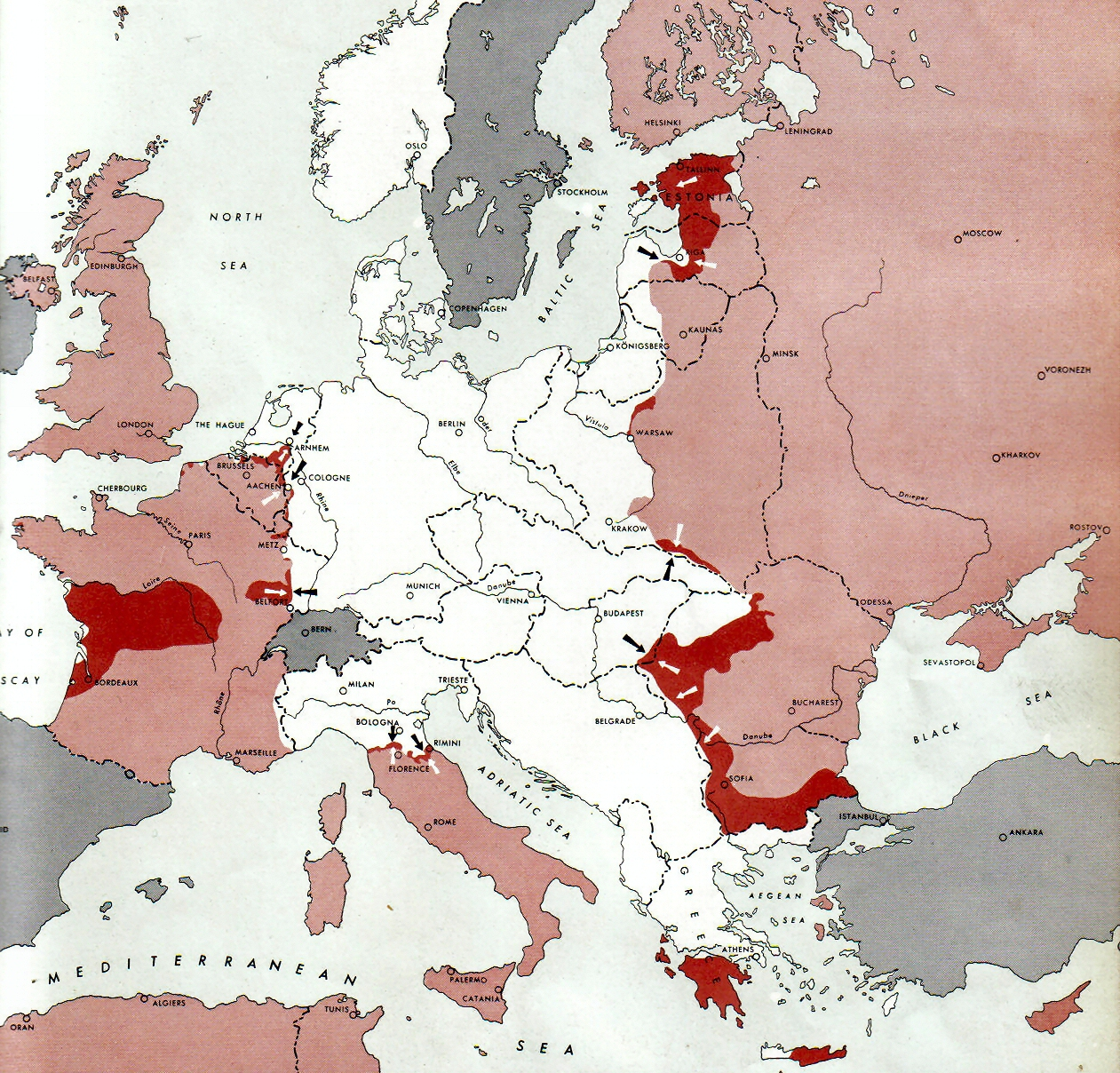
اليوم الأول

1: وفد مجري يصل إلى موسكو للتفاوض على الهدنة مع اتحاد الجمهوريات الاشتراكية السوفياتية.
: القوات السوفيتية تدخل يوغوسلافيا.
2: نجح الألمان أخيرا في إسقاط انتفاضة وارسو من قبل الجيش البولندي. لم تتحرك الجيوش السوفياتية أبدا لمساعدة البولنديين.
: القوات الأمريكية الآن في هجوم واسع النطاق على «الجدار الغربي» الألماني.
: قوات الحلفاء على كريت.
5: القوات الكندية تعبر الحدود إلى هولندا.
: الجيش الأحمر يدخل هنغاريا وأيضا إطلاق هجوم للقبض على ريغا، لاتفيا.
6: القوات السوفيتية والتشيكوسلوفاكية تدخل شمال شرق سلوفاكيا.
: معركة ديبريسين تبدأ كما تقدم القوات الألمانية والسوفيتية ضد بعضها البعض في شرق المجر.
9: مؤتمر موسكو (1944) يبدأ: تشرشل وستالين مناقشة مجالات النفوذ في ما بعد حرب البلقان.

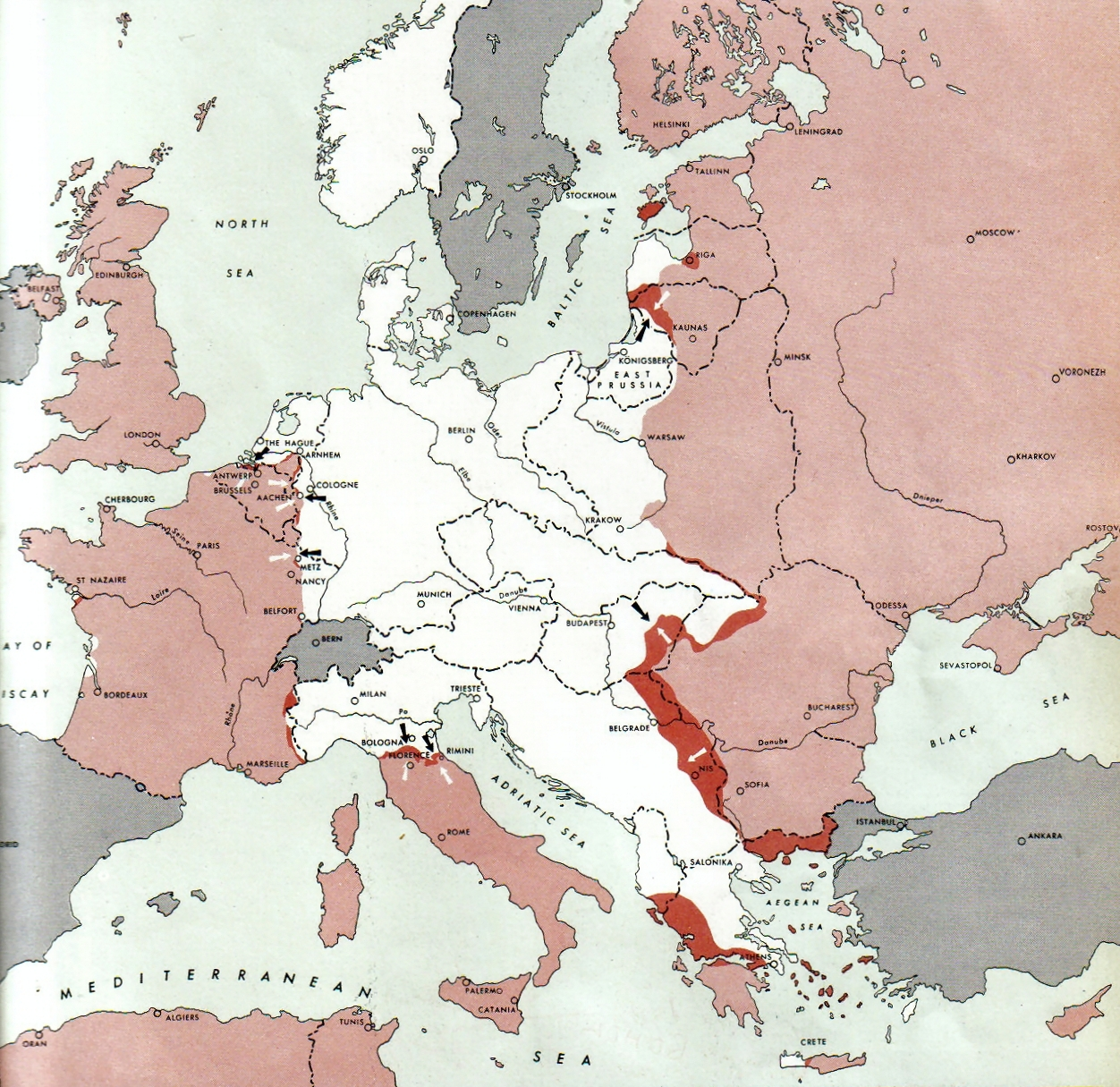
اليوم الخامس عشر

10: الجيش الأحمر يصل إلى نهر نيمن في روسيا ويستمر في مواصلة المعركة حول ريغا.
: القوات المتحالفة مجتمعة تأخذ كورينث، اليونان.
12: تحرر أثينا من قبل (إ أ إم).
: ناقلات البحرية الأمريكية تهاجم فورموزا (تايوان).
:  يصل الفيلق الثالث والعشرون من الولايات المتحدة إلى المسرح الأوروبي.
14: تدخل القوات البريطانية  أثينا.
: المشير رومل، تحت اشتباه أحد المتآمرين «القنبلة» ينتحر طواعية لإنقاذ عائلته. دفن لاحقا مع مرتبة الشرف العسكرية الكاملة.
15: الإطاحة بالنائب الهنغاري ميكلوس هورثي الألماني، الذي حل محله مع فيرينك شالاسي.
: استمرار قصف الحلفاء لآخن، أول معركة كبرى على الأراضي الألمانية.
16: يقوم الجيش الأحمر والحزب اليوغوسلافي تحت قيادة جوسيب بروز تيتو بتحرير بلغراد. قوات الجيش الأحمر هي أيضا بروسيا الشرقية.
18: أمر هتلر باستدعاء جميع الرجال من 16 إلى 60 لواجبات الحرس الوطني.
20: معركة ليتي: القوات الأمريكية تهبط على ليتي، الفلبين. أراضي ماك آرثر والدول: «عادت».
21: آخن محتلة من قبل الجيش الأمريكي الأول. هي أول مدينة ألمانية رئيسية يتم القبض عليها.
26-23: معركة خليج ليت: الأسطول الثالث للولايات المتحدة والأسطول السابع للولايات المتحدة يفوز بمعركة بحرية حاسمة على البحرية اليابانية الإمبراطورية في جزر الفلبين.
23: اعترف الحلفاء الجنرال ديغول رئيسا للحكومة المؤقتة في فرنسا.
: B-29s تستخدم الآن جزيرة تينيان، في ماريانا، كقاعدة للقصف المنهجي لليابان. القوات السوفياتية بالتعاون مع قوات بارتيزان تيتو، تحرير نوفي ساد في يوغوسلافيا.
25: تحرر رومانيا بالكامل من قبل الجيش الأحمر والقوات الرومانية.
27: معركة غابة هورتغن في الغابات النامية. ستستمر خلال تشرين الأول / أكتوبر وتشرين الثاني / نوفمبر وتجري هجماتها الاخيرة في كانون الأول / ديسمبر.

## نوفمبر 1944

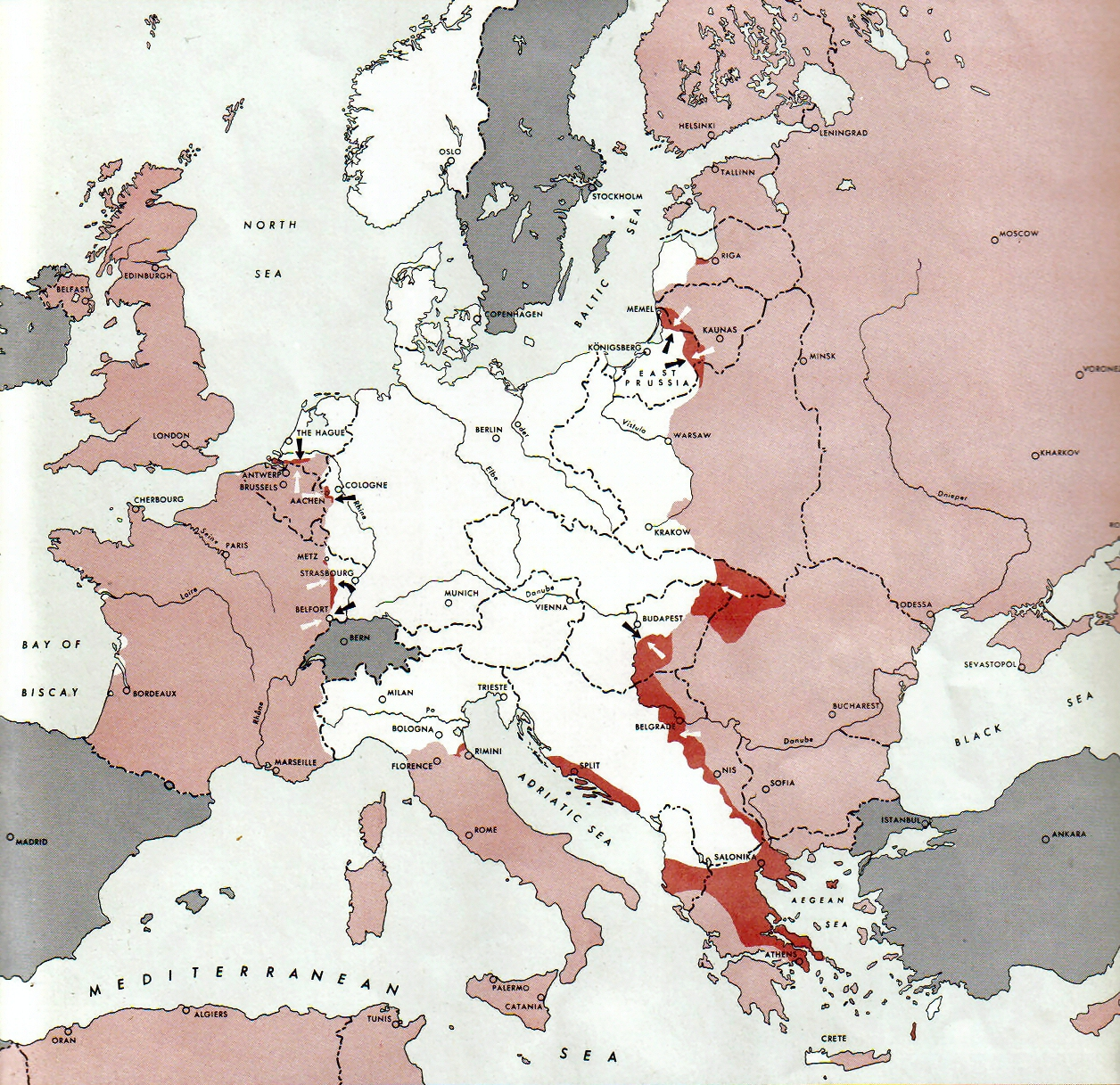
اليوم الأول

1: تحتل القوات البريطانية سالونيكا، اليونان، وتوزيع الأغذية في أثينا، التي تعاني من المجاعة.
: «عملية إنفاتوات»، تبدأ محاولة الحلفاء لتحرير النهج إلى أنتويرب . الهبوط البرمائي يجري في جزيرة والشرين.
2: القوات الكندية تأخذ زيبروغ في بلجيكا. تحرر بلجيكا الآن تماما.
4: تنسحب قوات المحور المتبقية من البر الرئيسي اليوناني. ستبقى قوات الاحتلال الألمانية في العديد من الجزر اليونانية حتى الاستسلام.
يموت الجنرال البريطاني جون ديل في واشنطن العاصمة، ودفن في مقبرة أرلينجتون الوطنية، وهو الأجنبي الوحيد الذي كان شرفا في ذلك الوقت.
5: الطائرات الأمريكية تسقط القنابل على سنغافورة.
: اغتيال إرهابيين صهيونيين لممثل الحكومة البريطانية في الشرق الأوسط.
6: فوز فرانكلين ديلانو روزفلت بفترة ولاية رابعة.
: حاملة الطائرات (يو إس إس) ليكسينغتون تضررت بشدة من هجمات الفدائيين.
9: قوات ودبابات باتون العامة تعبر نهر موسيل وتهدد ميتز.

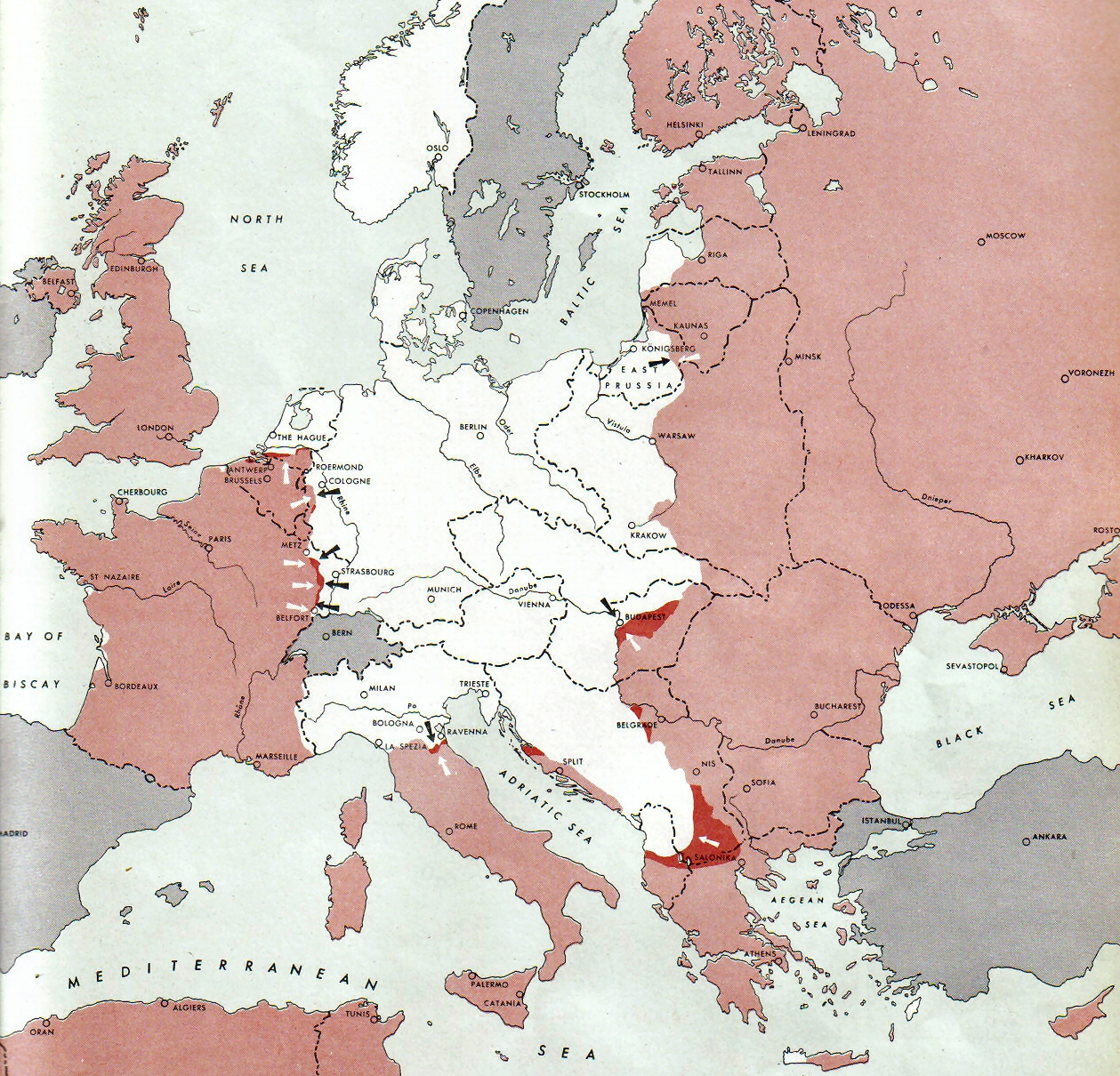
اليوم الخامس عشر

10: الصواريخ V-2 تواصل ضرب بريطانيا، بمعدل حوالي ثمانية صواريخ في اليوم.
12: بعد تفجيرات عديدة في حين أن الراسية في المضيق البحري في ترومسو، النرويج، أغرقت السفينة الحربية الألمانية تيربيتز.
17: تخلى الألمان عن تيرانا، ألبانيا التي يحررها الحزبيون المحليون.
20: يترك هتلر مقره في زمن الحرب في راستنبرج، بروسيا الشرقية، أبدا العودة. يذهب إلى برلين، حيث سيؤسس نفسه قريبا في المخبأ.
23: تؤخذ ميتز من فرنسا، وتحرر ستراسبورغ، في شرق فرنسا، من قبل القوات الفرنسية.
24: أول B-29 من تينيان، في مارياناس، غارات طوكيو.
: يو إس إس مقدام ضرب من قبل كاميكازيس للمرة الثالثة؛ وتضررت السفن الأمريكية الأخرى بشدة.
25: الياباني ناننينغ في جنوب الصين، مع استمرار الحرب في هذا المسرح.
26: الحرب في إيطاليا في طريق مسدود، ويرجع ذلك جزئيا إلى هطول أمطار غزيرة.
هاينريش هيملر يأمر محارق الجثث وغرف الغاز أوشفيتز الثاني بيركيناو تفكيكها وتفجيرها.
28: أصبحت أنتويرب الآن منافذ الإمداد الرئيسية لحلفاء التحرك فصاعدا.
30: كونمينغ، الصين، قاعدة جوية هامة، مهددة من قبل الهجمات اليابانية.
: الفيلق الثاني والعشرون للولايات المتحدة يصل إلى المسرح الأوروبي.
: تبدأ مذبحة ثياروي في غرب أفريقيا الفرنسية.

## ديسمبر 1944

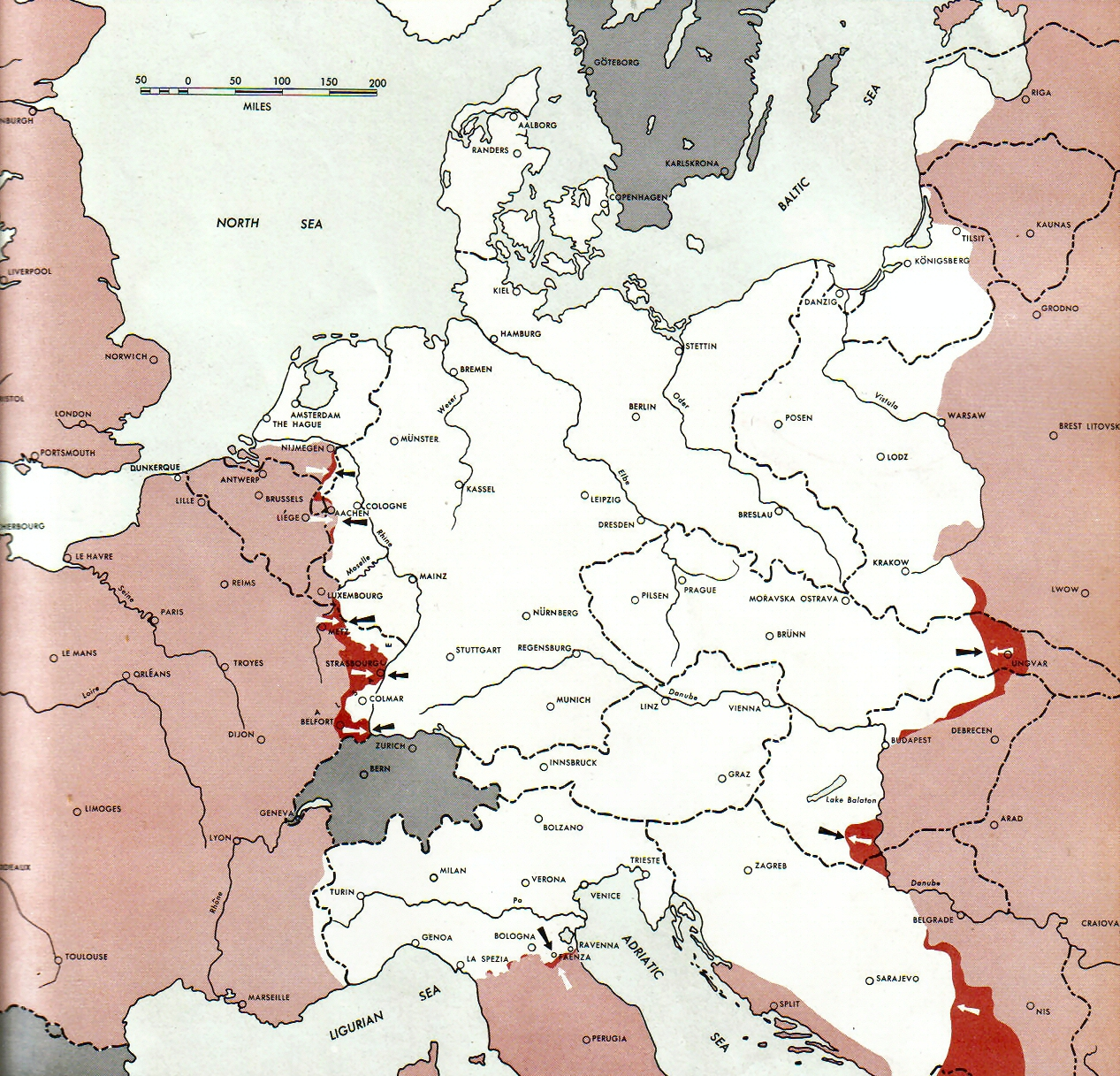
اليوم الأول

3: الجيش البريطاني والشرطة البريطانية أطلقوا النار على المتظاهرين العزل في أثينا، حمل الحشد الأعلام اليونانية والأمريكية والبريطانية والسوفياتية، وهتفوا: «فيفا تشرشل، فيفا روزفلت، فيفا ستالين».
3: ديكمفريانا («أحداث ديسمبر») تبدأ في العاصمة اليونانية، أثينا، بين أعضاء جبهة التحرير الوطني اليساري والقوات الحكومية، بدعم من البريطانيين. تقتصر الاشتباكات على أثينا، ولا تزال بقية البلاد هادئة نسبيا.
: انتهى قلق حرس البيت البريطاني.
5: الحلفاء الآن في السيطرة على رافينا، إيطاليا.
8: يبدأ القصف على تليين آيو جيما.
14: المدافعون اليابانيون في بالاوان في الفلبين يقتلون أكثر من 100 من أسرى الحرب الأمريكيين في مذبحة بالاوان.

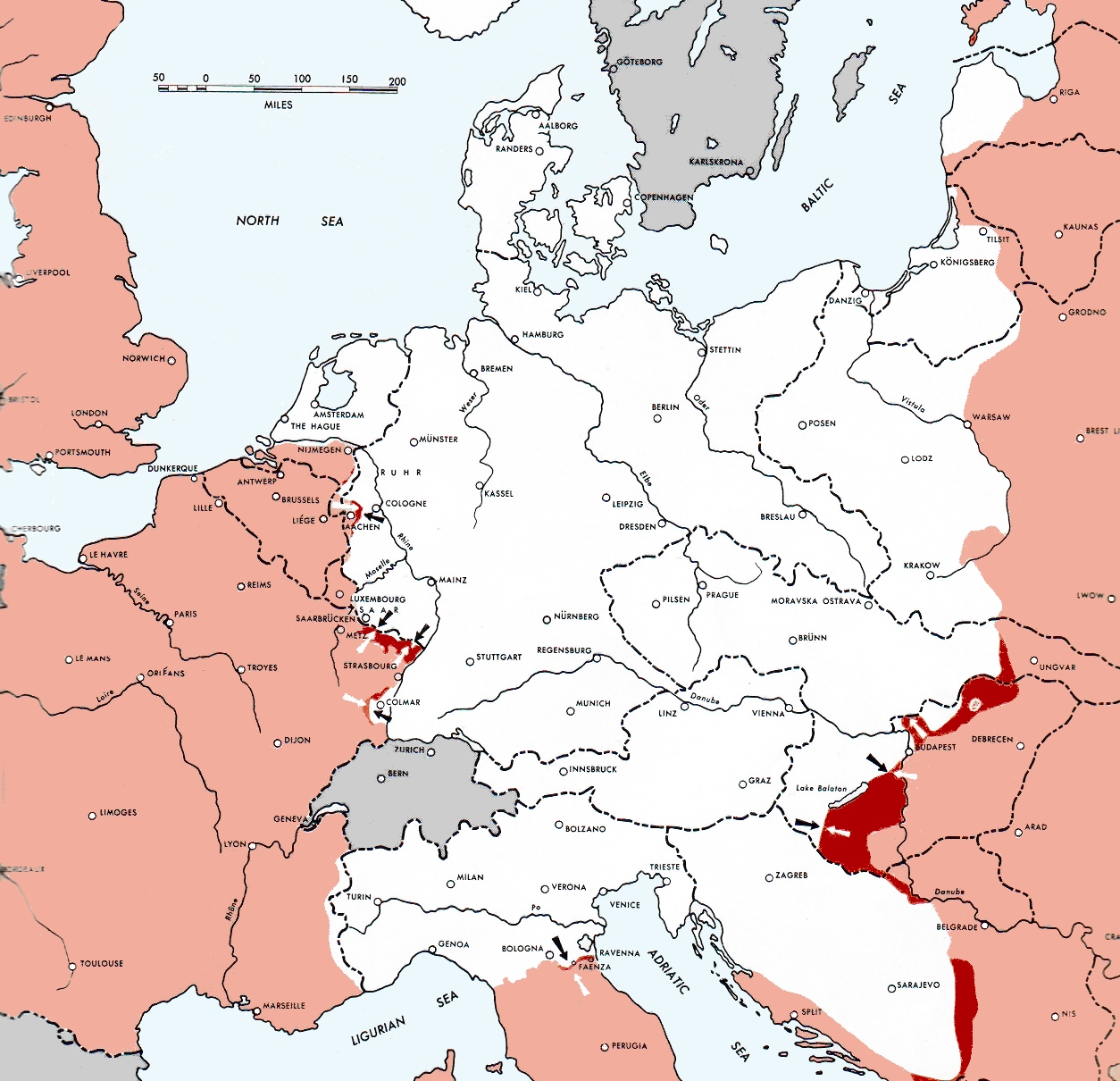
اليوم الخامس عشر

: وحدات من المجموعة الجوية 80 من أوس تيكونديروجا طار سبع ضربات ضد المواقع اليابانية في شمال لوزون في الفلبين.
15: القوات البرية الأميركية والفلبينية في جزيرة ميندورو في الفلبين.
16: معركة الثغرة تبدأ كما تحاول القوات الألمانية انفراجة في منطقة آردن. الهدف الرئيسي لخطة هتلر هو استعادة أنتويرب.
17: مذبحة مالميدي: قوات سس تنفذ 86 سجينا أمريكيا في هجوم أردنس. يقود القوات (إس إس) قائد (إس إس) يواكيم بيبر.
: إعصار كوبرا يضرب الأسطول الثالث من الاميرال هالسي. ثلاث مدمرات تنقلب ويضيع ما يقرب من 800 حياة.
18: الباستوني، مفترق طرق مهم، تم محاصرته.
20: رسالة عامة من أنطوني مكوليف من «المكسرات» يتم إرسالها إلى الضباط الألمان في باستوغن يطالبون بالاستسلام.
22: المعركة من أجل باستوغن في ذروتها، مع الأميركيين منخفضة على الذخيرة.
23: السماء كانت صافية فوق أردين، مما سمح للطائرات المتحالفة بشن هجماتها على الهجوم الألماني، وهو العامل الذي يخشى هتلر في تخطيطه.
24: يبدأ الهجوم الأمريكي المضاد على «الانتفاخ».
: غرقت سفينة النقل البلجيكية سس ليوبولدفيل قبالة ساحل فرنسا. يخسر أكثر من 800 شخص، معظمهم من الجنود الأمريكيين.
: هوجمت مانشستر من قبل V1 قنابل الطيران.
26: تم كسر حصار باستوغن، ومعه الهجوم أردين يثبت فشله.
: توترات عنصرية داخل الجيش الأمريكي تؤدي إلى أعمال الشغب في أغانا على غوام.
28: تشرشل ووزير خارجيته انتوني عدن في أثينا في محاولة للتوفيق بين الفصائل المتحاربة.
29: القوات السوفيتية تبدأ حصار بودابست.
31: الحكومة المؤقتة المجرية المدعومة من الاتحاد السوفياتي تعلن الحرب على ألمانيا.